# Lilla Essingen
Lilla Essingen är en ö och en stadsdel i Stockholms innerstad belägen i Mälaren mellan Kungsholmen och Stora Essingen. Till ytan är ön mindre än dess granne Stora Essingen. Tidigare namn var bland annat Lil Äsingen och Lilla Hessingen. Sydväst om ön ligger Essingedjupet, i öst Mariebergsfjärden, i väst Essingefjärden och i norr Mariebergssundet. Ön är 23 hektar stor och den högsta höjden är 26 meter över havet (vid Essinge brogata 22). Strandlinjen är cirka 2 300 meter och är helt tillgänglig på promenadvägar, förutom den västra udden som är avstängd på grund av byggarbete. Stadsdelen gränsar till Fredhäll, Marieberg, Långholmen, Gröndal och Stora Essingen. 
Lilla Essingen tillhörde tidigare Bromma socken i Sollentuna härad, men införlivades med Stockholm 1916. Den fortsatte att tillhöra Bromma församling fram till 1 januari 1955, då Essinge församling bildades. Essingeöarna räknades tidigare till Västerort, men numera till Stockholms innerstad. Lilla Essingen benämns ibland i folkmun för ”Ön”.

## Historia

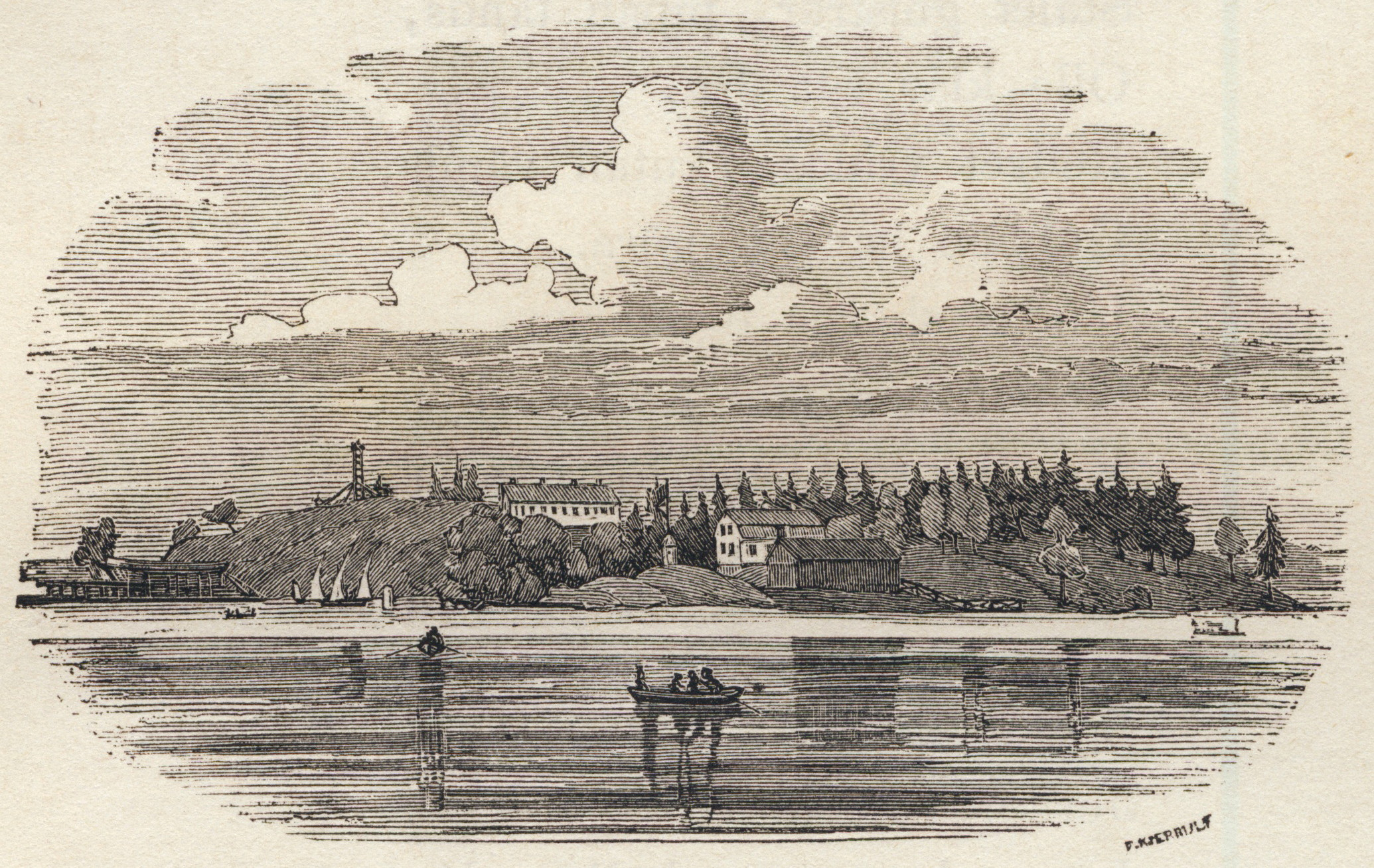
Lilla Essingens värdshus var en av de tre äldsta byggnaderna på ön.

Lilla och Stora Essingen som namn förekommer i skrift redan omkring 1580 när Johan III ville tillbyta sig Wlffzunda [Ulvsunda] med Store och Lille Äsingen. På kartor från 1671 och 1679 förekommer namn som St: Äsingen, Lil Äsingen respektive Stoora och Lilla Esingen. På en  karta över Bromma socken från 1829 uppträder namnformen S:a och L:a Hessingen. Enligt den svenske språkvetaren Carl Ivar Ståhle kan det ursprungliga namnet Äsingen möjligtvis betyda "den lilla ön vid Åsön" (Åsön är ett äldre namn för Södermalm). 
I en lantmäteriakt från 1743 beskrivs Lilla Essingens natur enligt följande: ...den mindre [holmen] är oländig och bergaktig, icke med särdeles skog undantages ahl- och hasselbuskar, som till en myckenhet rundt omkring Siöstranden är växande... 1845 skrev publicisten Per Adam Wallmark: Lilla Essingen är ej ett ställe som den resande skall fara förbi. Under 1800-taletes andra hälft blev Lilla Essingen till ett av stockholmarnas utflyktsmål om somrarna. 
Under slutet av 1800-talet ägdes stora delar av ön av grosshandlaren Hugo Mattsson. Efter hans död 1904 såldes marken av hans arvingar. Både han och hans döttrar Dagny och Josefina fick vägar uppkallade efter sig. Mark köptes av två stora verkstadsföretag: Primusfabriken (1906–1956) som bland annat tillverkade det berömda portabla fotogenköket Primus och Lux fabriker, sedermera Electrolux (1908-1999) som först tillverkade Luxlampan och senare dammsugare och vitvaror. Mellan 1932 och 1938 fanns ytterligare en industri på Lilla Essingen. Vid Luxgatan 1-3 tillverkades elva exemplar av den så kallade Sparmannjagaren av flygaren Edmund Sparmann.
På Lilla Essingen inrättades även två båtklubbar. Den äldre är Lilla Essinge Båtklubb som grundades 1926 av och för Primusfabrikens arbetare. Den andra är Essinge Båtklubb som bildades 1934. Den senare låg först vid nuvarande Luxparken men flyttade 2006 till sin nuvarande plats i Mariebergssundet.
I juli 1936 drabbades Elektrolux huvudfabrik av en omfattande brand. Sex stationer från Stockholms brandförsvar lyckades att släcka branden efter några timmar. Beträffande skadorna betecknades den vid sin tid som en av Sveriges största industribränder. Ingen människa kom till skada men värden för omkring tre miljoner kronor förstördes. Fabriken var återuppbyggd efter två år (se Branden på Electrolux 1936).

### Broförbindelser
Lilla Essingen hade först en handdriven dragfärja för överfart till Kungsholmen. 1907 ersattes den med en betongbro med svängbar mittendel i stålfackverk. Den hade bekostats av markägarna och gick från Lilla Essingen i Hugo Mattssonsvägens (nuvarande Luxgatan) över till Kungsholmen. På nyårsafton 1936 invigdes nuvarande Mariebergsbron, en 109 meter lång stålkonstruktion. Den kallades till en början Lilla Essingebron som en pendang till namnet Stora Essingebron som var en bågbro i stål. Den uppfördes 1927–1928 vid öns sydvästra sida och spände över till Stora Essingen. Innan dess fanns en flottbro (byggd 1917) och en klaffbro (byggd 1921) mellan Lilla och Stora Essingen. Stora Essingebron revs i början av 1960-talet när Essingeleden drogs fram tvärs över ön. Samtidigt byggdes en lokalbro, kallad Gamla Essinge broväg, mellan Lilla och Stora Essingen.

### Historiska kartor

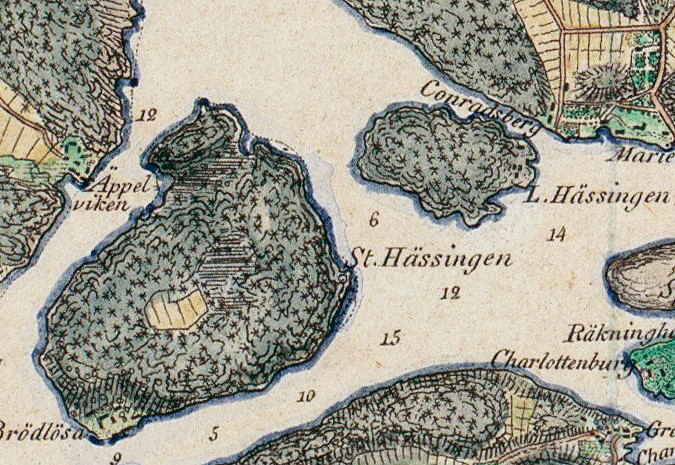
Stora och Lilla Hässingen, 1817.
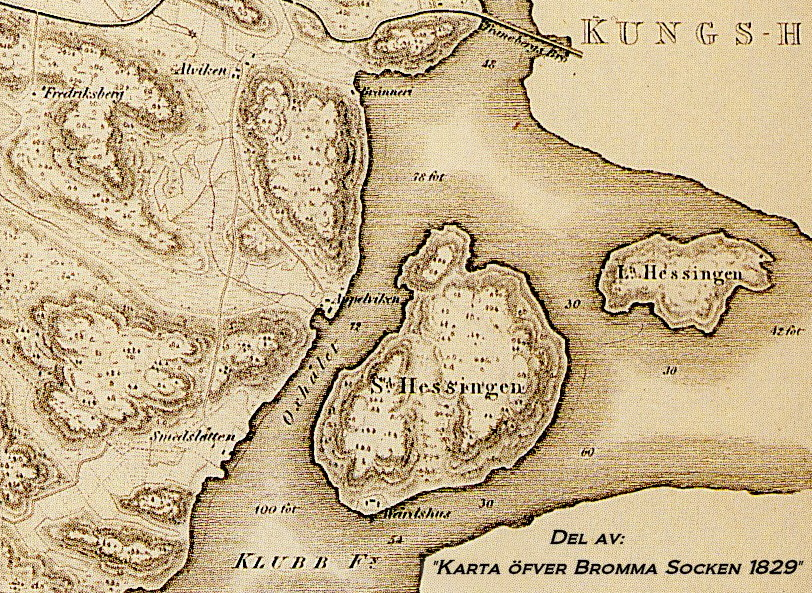
Stora och Lilla Hessingen, 1829.
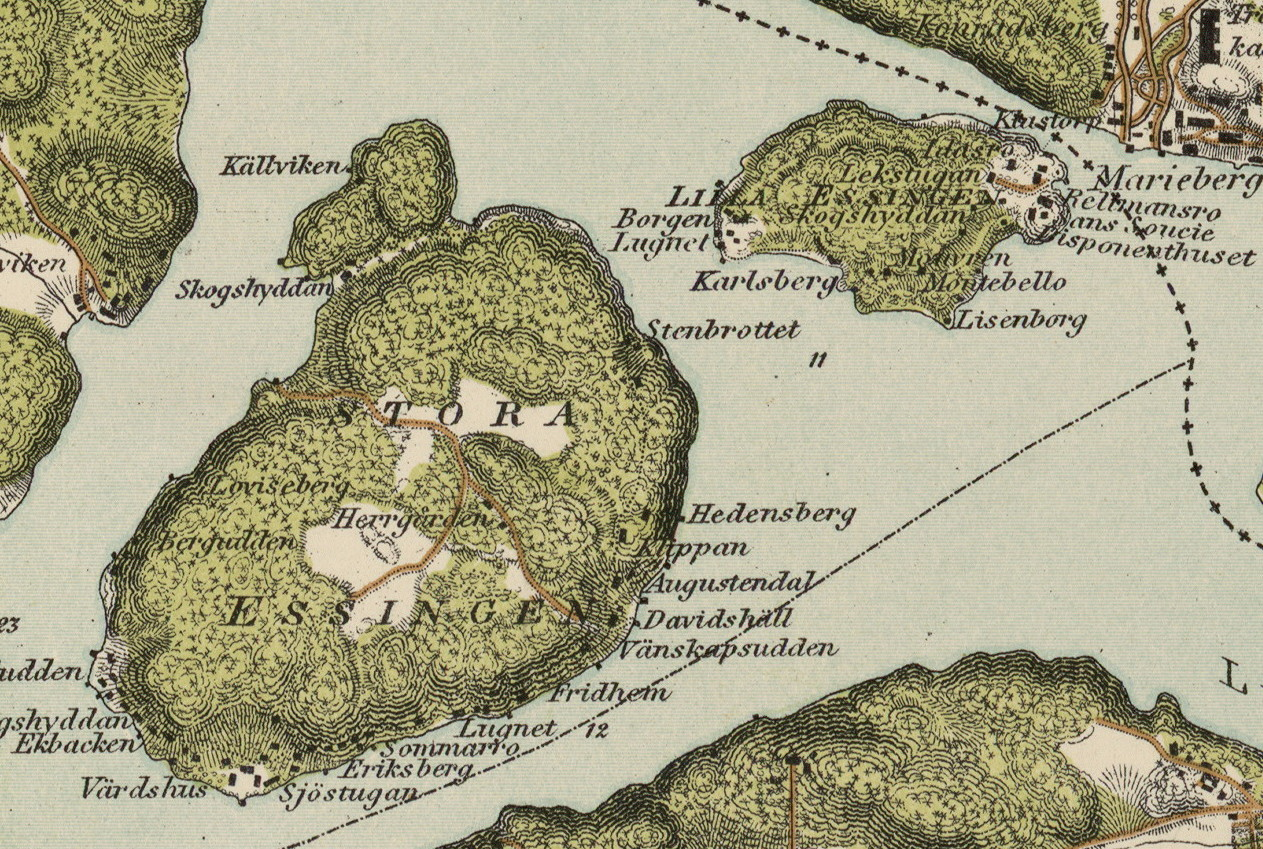
Stora och Lilla Essingen, 1861.
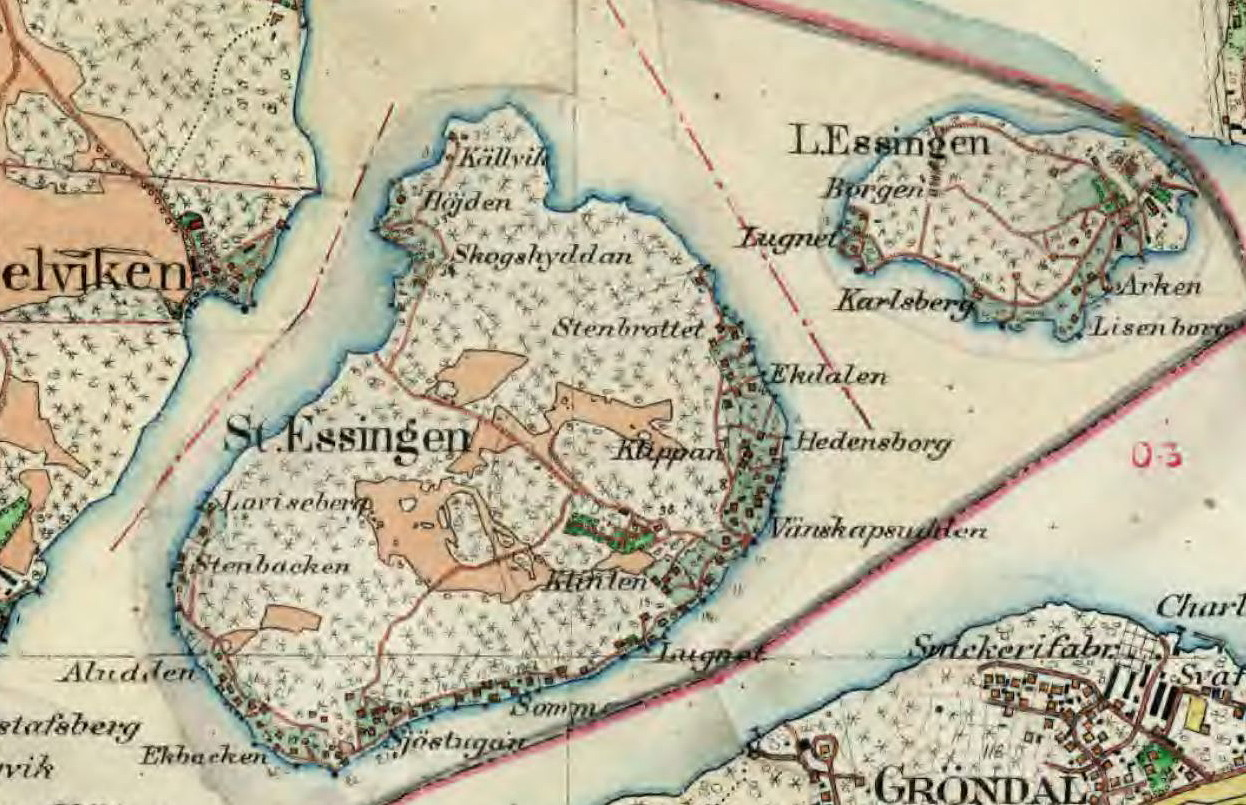
Stora och Lilla Essingen 1901-1906.
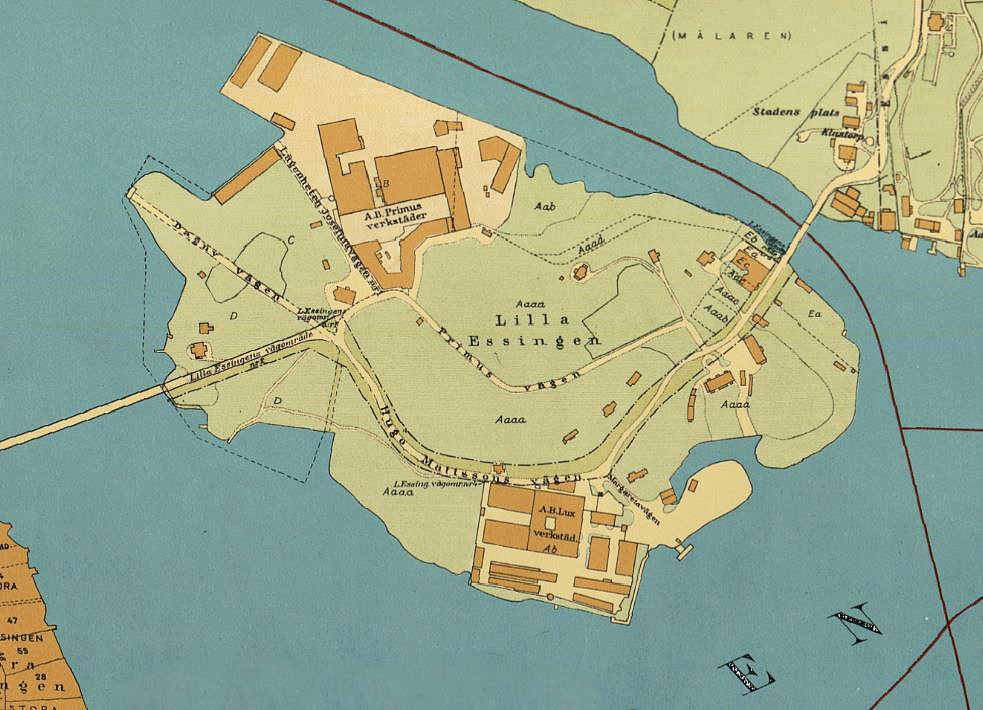
Lilla Essingen, 1925–1930.

## Bebyggelsens utveckling

### Fram till 1930-talet
År 1786 anlades Nya Chartago som var Coldinuordens fästning, belägen längst i öster vid Mariebergssundet. Nya Chartago revs 1932.
Lilla Essingens värdshus var en av de tre äldsta byggnaderna på ön. De andra två var Sans Souci och Disponenthuset, alla med rötter i 1700-talet. Under andra hälften av 1800-talet bebyggdes ön med sommarvillor, många av dem med egna namn som Bergslottet, Bellmansro, Skogshyddan, Montebello, Karlsberg och Lugnet. En del blev rena sommarhus andra var åretruntbostäder. Nästan alla villor revs på 1930-talet. 
En av de gamla villorna sparades, Borgen, som inhyste Lilla Essinge småskola (1912-1932), och revs först när Essingeleden började byggas på tidigt 1960-tal. Öns äldsta bevarade flerbostadshus, Föreningshuset, byggdes 1910 vid Hugo Mattssons gatan (nuvarande Luxgatan 2) som en sorts entrébyggnad intill den första betongbron. Det krävdes medlemskap med andelsteckning för att få hyra en bostad i Föreningshuset. Byggnaden genomgick 1935 en fullständig ombyggnad och sammanfogades med nybygget Essinge brogata 1–3, arkitekt Björn Hedvall.

### 1930- till 1990-talet

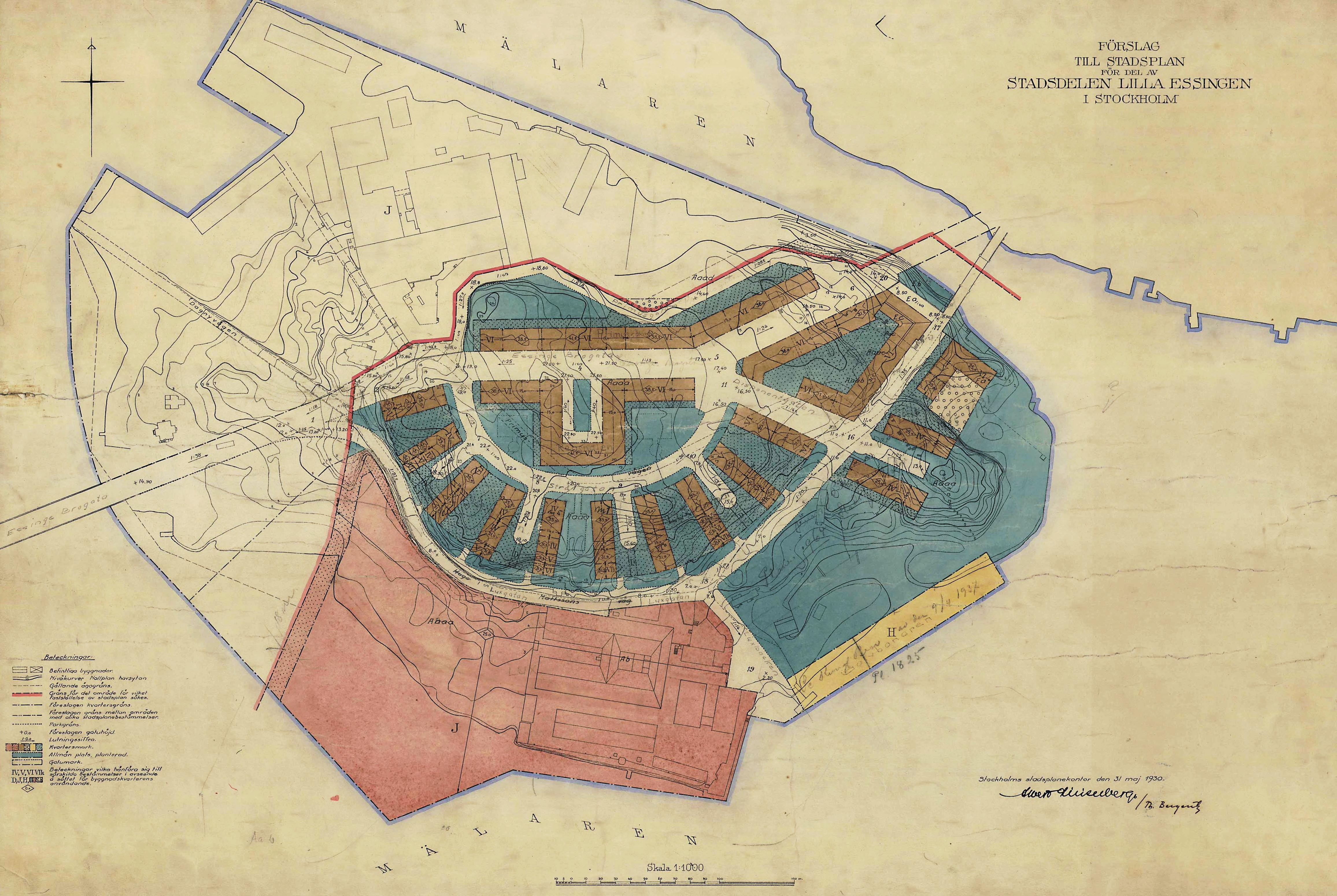
Stadsplan från 1930, fastställd 1931.

En stadsplan för öns centrala delar vann laga kraft 1931. Den medgav ny bebyggelse med flerbostadshus som blev till en av Stockholms mest högexploaterade bostadsområden. I stadsplanen fastställdes även några nya huvudgator, bland dem Essinge brogata, Primusgatan och Luxgatan. Bland arkitekterna märks Ernst Grönvall, Birger Borgström, Ivar Engström och Joel Lundeqvist. Kvarteren fick namn som Primusköket, Rensnålen, Luxlampan, Kylskåpet och Dammsugaren vilka anknöt till öns industriella verksamheter.
Två fastigheter är grönmärkta av Stadsmuseet i Stockholm: Essinge brogata 2 och 9 ritade av Birger Borgström respektive Ivar Engström. Grönmärkning innebär ”att bebyggelsen har ett högt kulturhistoriskt värde och är särskilt värdefull från historisk, kulturhistorisk, miljömässig eller konstnärlig synpunkt”. Essinge-Bio öppnade sina portar 1939 i bostadshuset Essinge brogata 3. Essinge-Bio var en ren kvartersbiograf som tillhörde Sandrews. Biografen stängde 1960.
År 1952 fick ön en egen folkskola, Lilla Essingens folkskola, belägen intill dåvarande Stora Essingebron norra brofäste, och ritad av arkitekt Gösta Nordin. När folkskoleverksamheten lades ner 1963 blev den Seminariet för Huslig utbildning i Stockholm. På 1970-talet övertog Electrolux byggnaden som revs år 2000. 
Primus fabriker revs och ersattes under 1960- och 1970-talen av nya kontorshus i kvarteret Primus, ritade av arkitekt Carl Grandinson.. Kontorskomplexet inhyste till en början verkstadsindustriföretaget Bahco's huvudkontor och därefter de statliga myndigheterna Riksrevisionsverket, Statskontoret och datacentralen DAFA. 1993 övertog Vasakronan fastigheten och började hyra ut till olika företag.

### Historiska bilder
I kronologisk ordning.

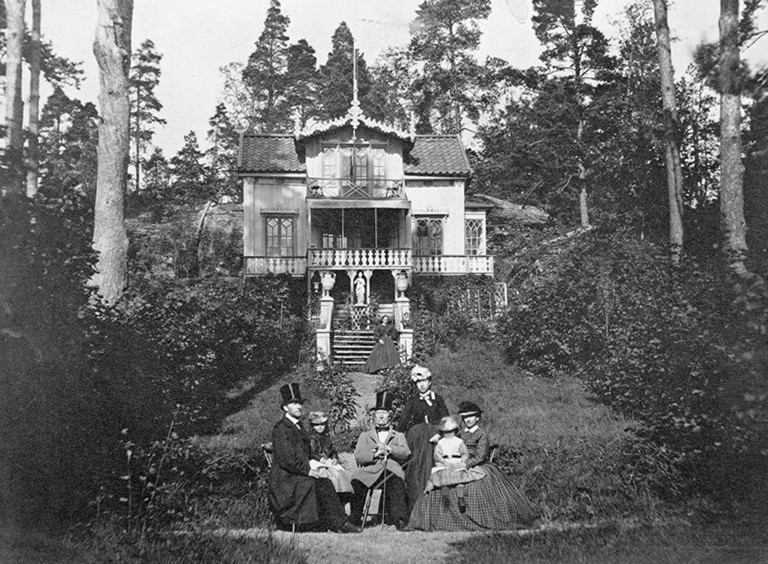
Villa Bergslottet, Georg Swederus med familj, 1867.
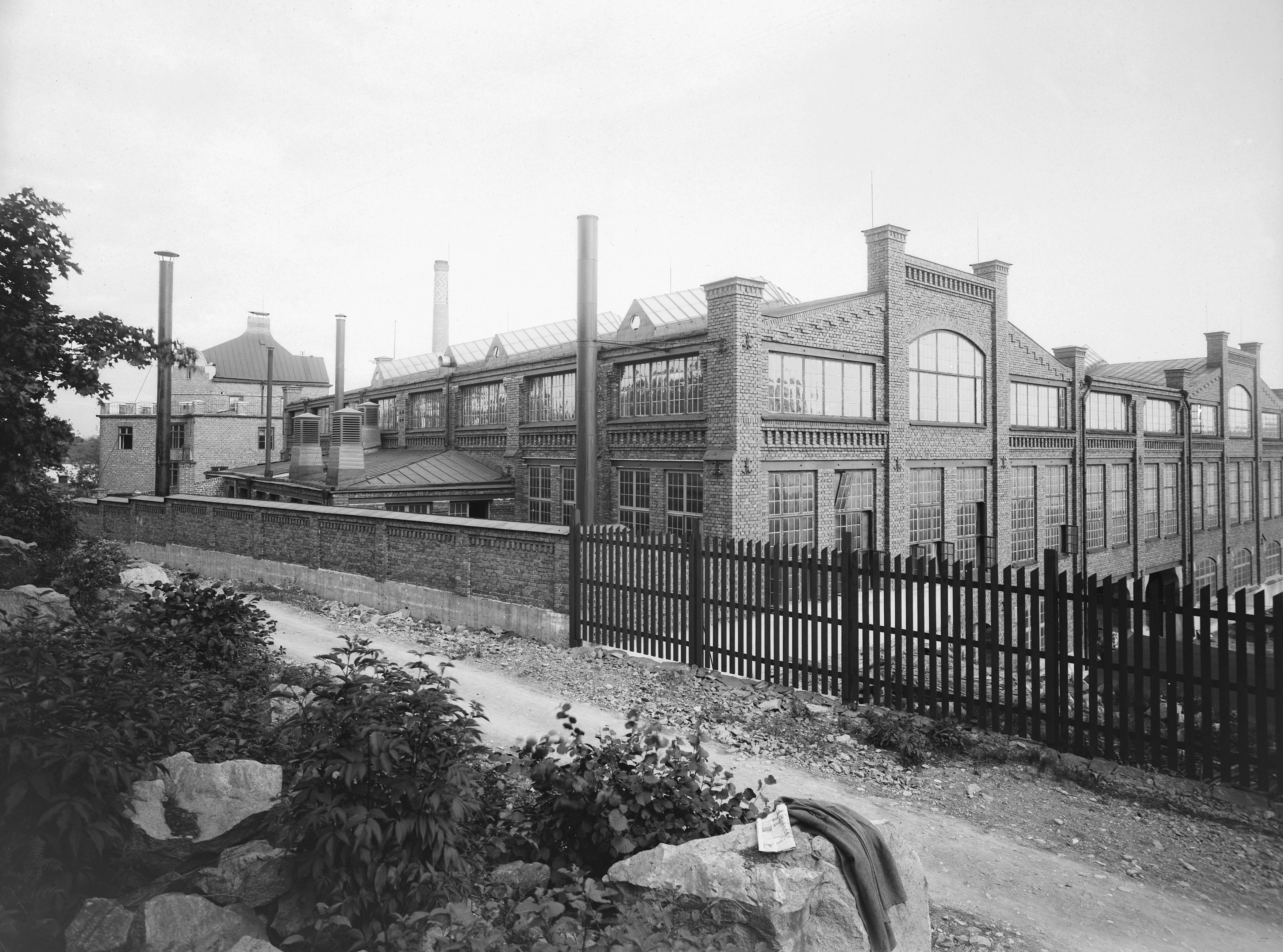
AB Lux fabrik omkring 1910.
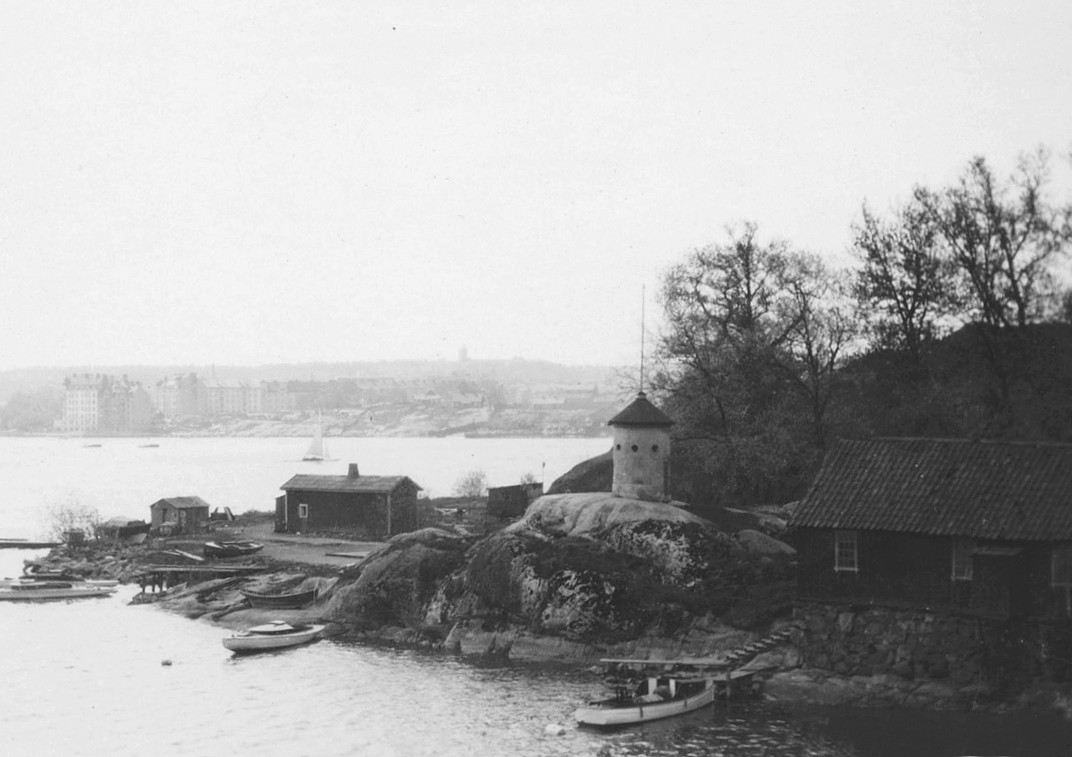
Nya Chartago 1925.
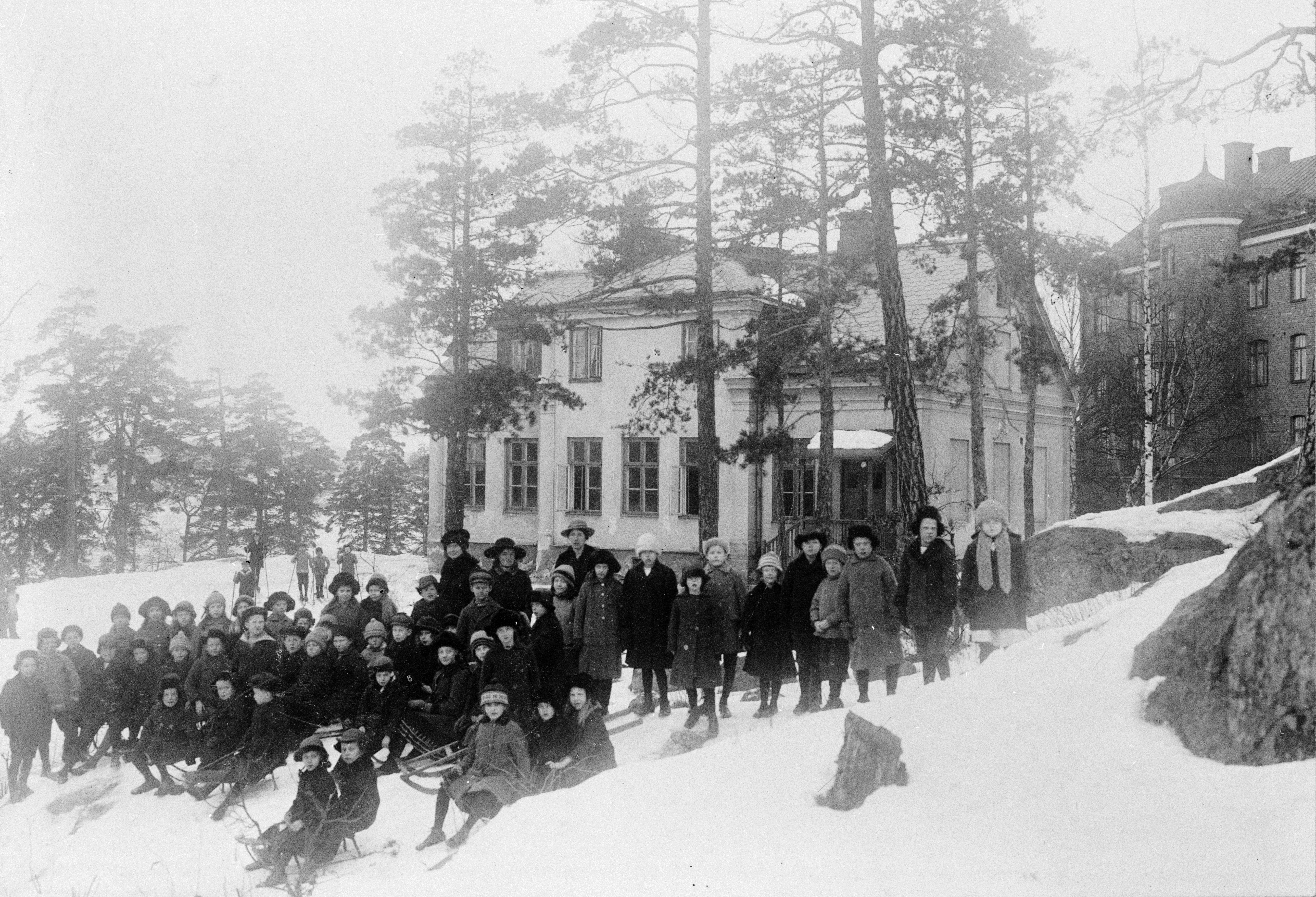
Villa Borgen, öns småskola 1912–1932.
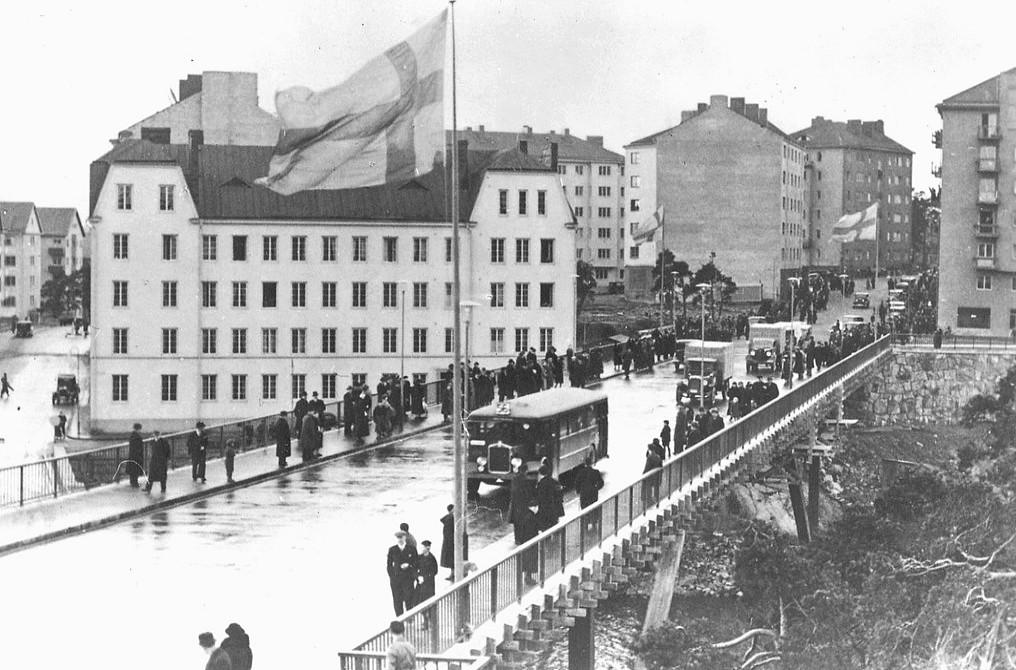
Invigningen av Lilla Essingebron 1936 med Föreningshuset till vänster.

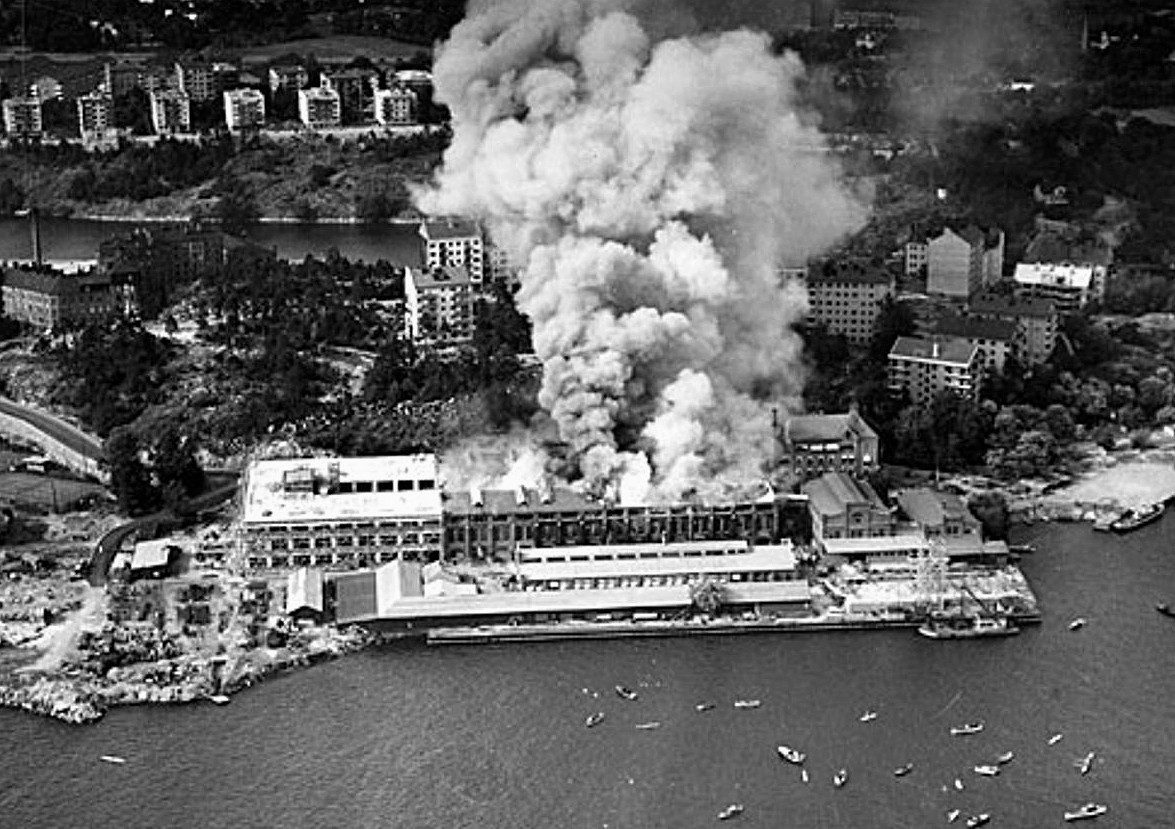
Branden på Electrolux, juli 1936.
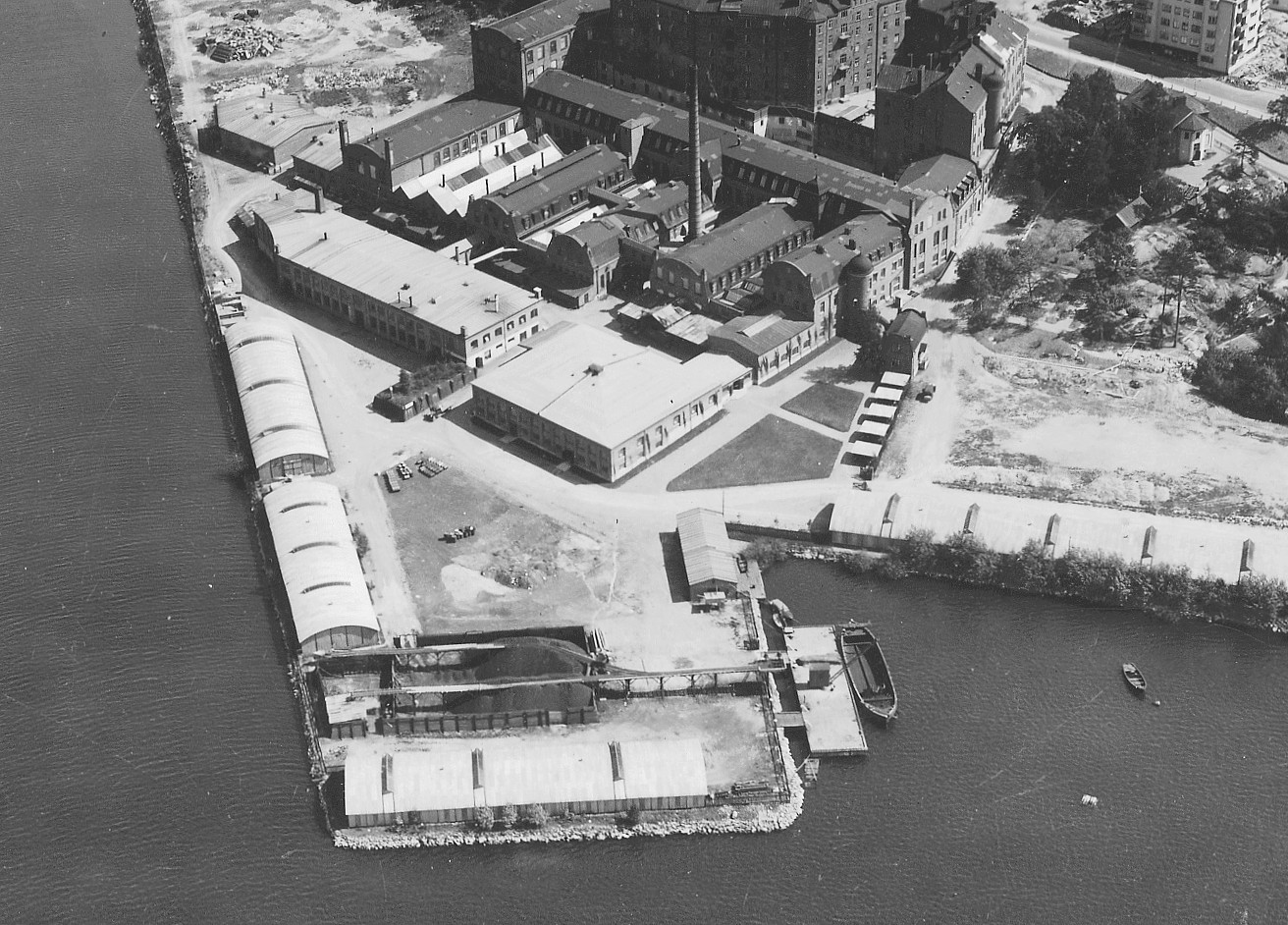
Primusfabriken 1939.
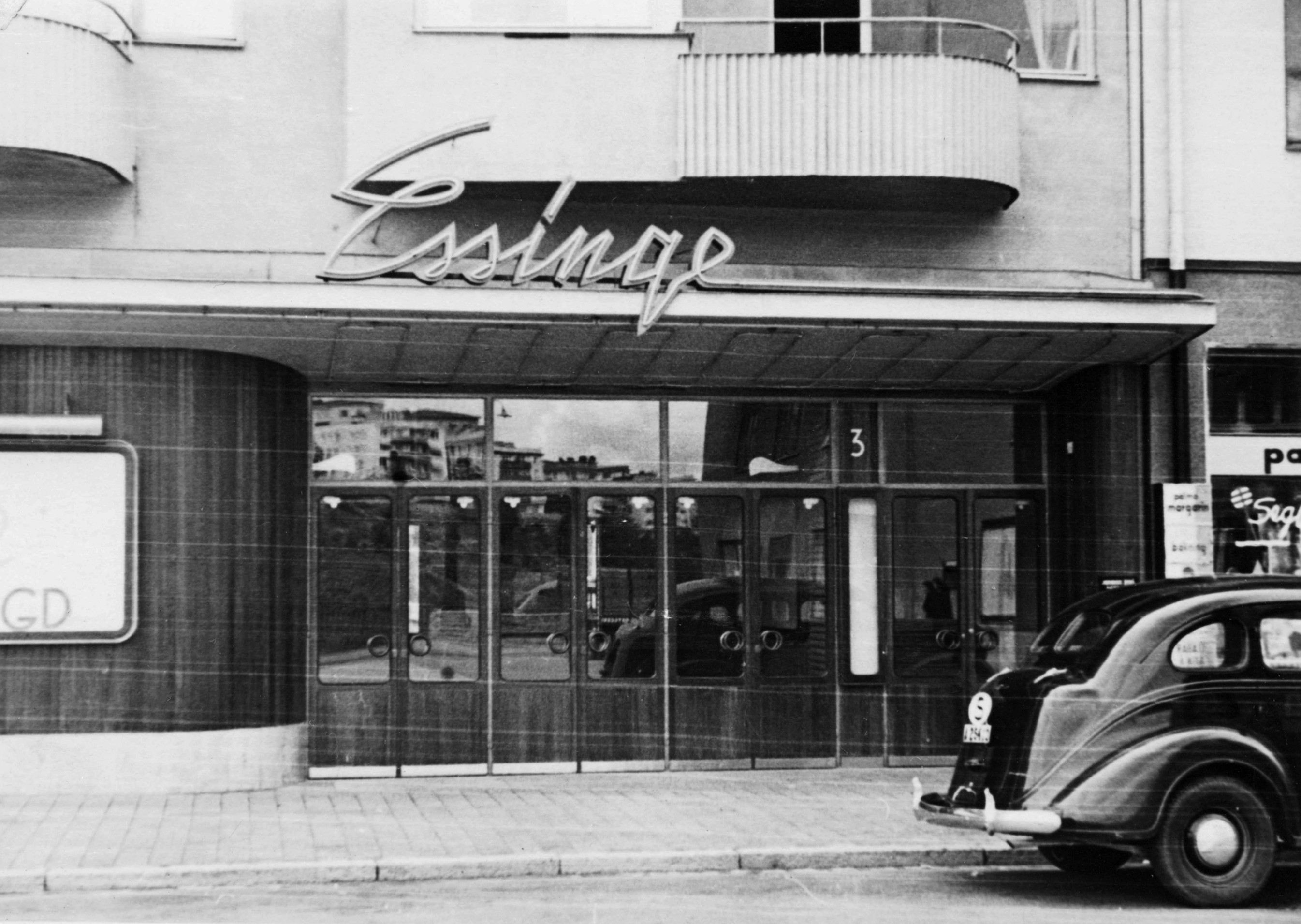
Essinge-Bio existerade mellan 1938 och 1960.
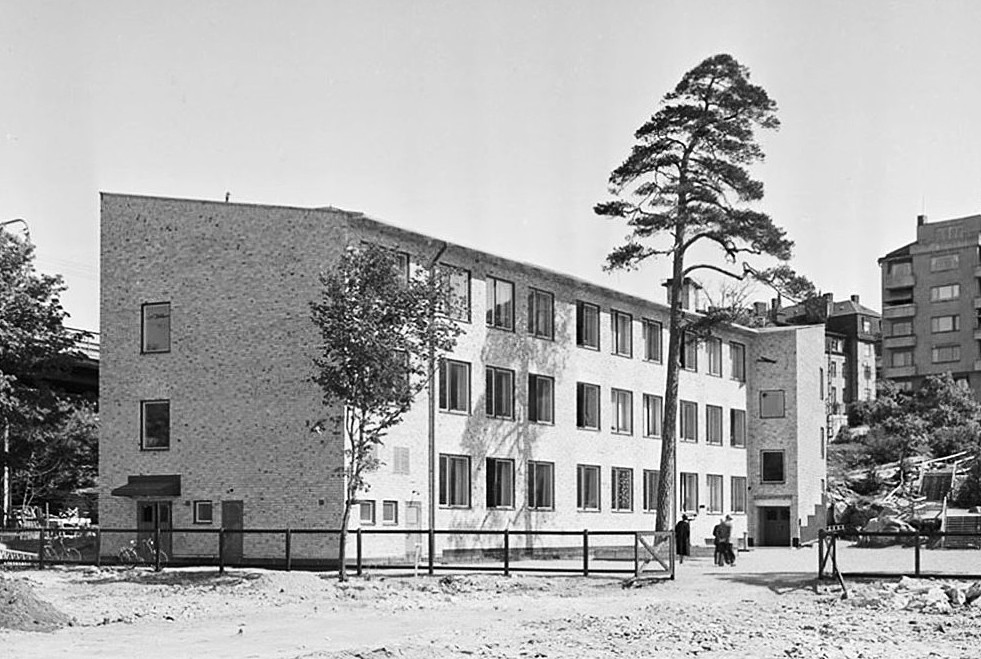
Lilla Essingens folkskola 1952.
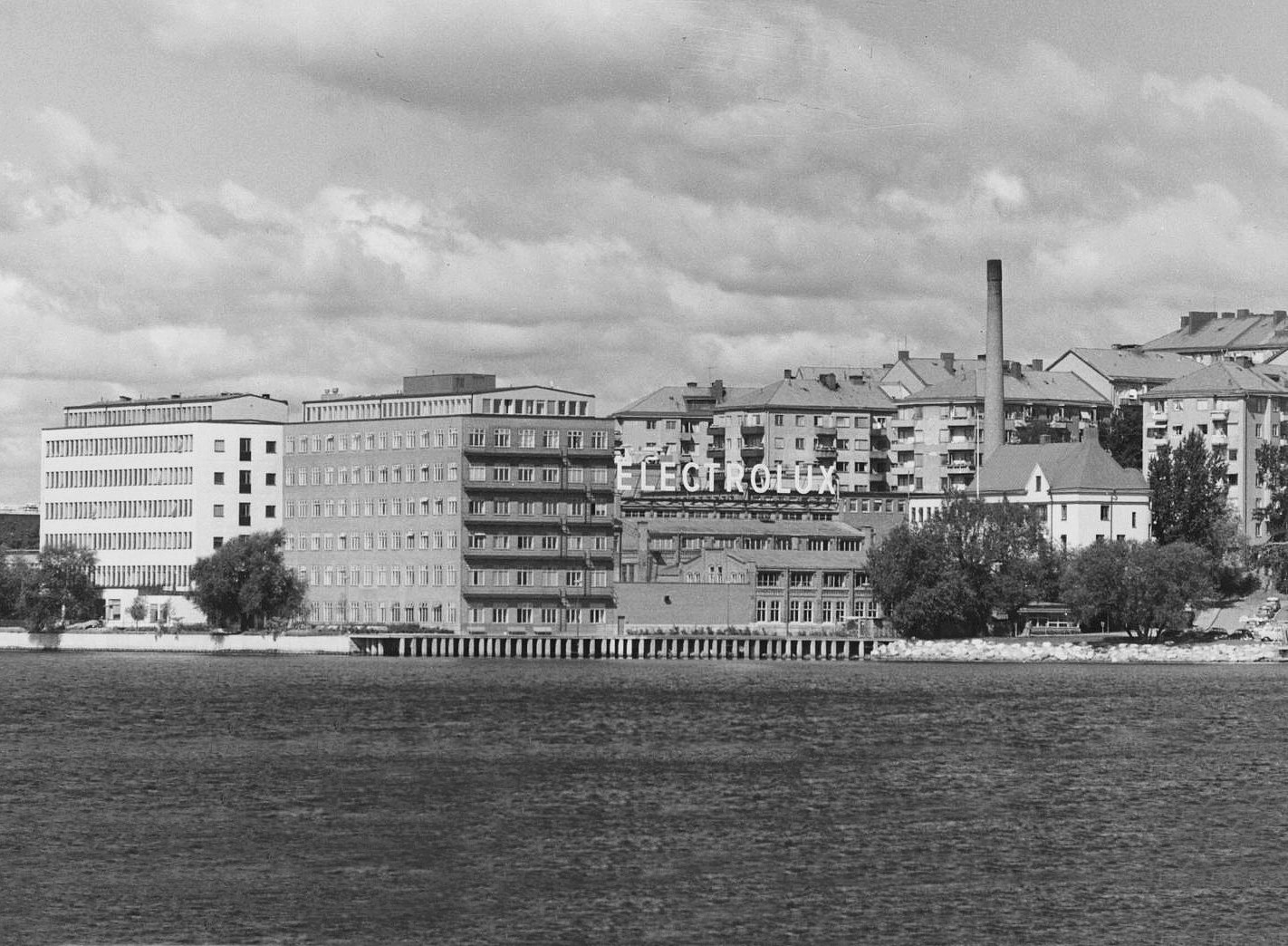
Electrolux 1959.

### 2000- till 2010-talet
År 1999 lämnade även Electrolux Lilla Essingen, därmed fanns inga industrier längre kvar på ön. Fabrikstomten förvärvades av JM Byggnads och Fastighets AB för bostadsexploatering. Stadsmuseet ville skydda hela området som byggnadsminne eftersom anläggningen var den sista i Stockholm ”som speglar ett företags utveckling från liten snilleindustri i seklets början till ett världsomspännande storföretag nästan 100 år senare”. En byggnadsminnesförklaring blev dock inte av. 
Två nya detaljplaner utarbetades som vann laga kraft i januari respektive september 2001. Mellan 2003 och 2006 uppfördes sedan bostadsbebyggelsen efter ritningar av Swecos arkitektavdelning (mot Essingeleden), ÅWL Arkitekter (vid Primusgatan) och Erséus Arkitekter (inre delen). Det nya bostadsområdet fick namn såsom Essinge Udde, Essinge Mälarstrand, Essinge Brygga, Essinge Mälarvik, Essinge Port, Essinge Park, Essinge Kaj samt Essinge Terrass. Sex byggnader på fabriksområdets östra del bevarades och byggdes om till bostäder, restaurang och kontor. Fastigheterna Q-märktes i detaljplanen, tre av dem är blåklassade av Stadsmuseet vilket innebär "att bebyggelsen bedöms ha synnerligen höga kulturhistoriska värden".

### 2020-talet
I juni 2018 fastställdes en ny detaljplan för kvarteren Primus och Primuslampan som medger bostadsbebyggelsen med 14 huskroppar uppdelade på fyra kvarter. Planen omfattar rivning av all befintlig bebyggelse och nyproduktion av cirka 600 lägenheter varav omkring 210 lägenheter på stadens mark och cirka 390 lägenheter på privat mark. Till detta kommer förskolor, restauranger och ett nytt parkområde. Aktörer är Oscar Properties, Svenska Bostäder och Wästbygg. Byggstart beräknas till år 2023.

## Demografi
År 2017 hade stadsdelen cirka 4 800 invånare, varav cirka 21,9 procent med utländsk bakgrund.

## Lilla Essingen i kulturen
Författaren Klas Östergren, som växte upp på Strålgatan 12, har omnämnt Lilla Essingen vid flera tillfälle ur social synvinkel, bl.a. i boken Fantomerna (1978).
1989 gav Totte Wallin ut singellåten "Nu tar vi Lilla Essingen" (återutgiven som "Först tar vi lilla Essingen"). Det var en svenskspråkig version av Leonard Cohens "First We Take Manhattan", överförd till Stockholms geografi. Där Cohen i sitt original fortsättningsvis "tar Berlin", väljer Wallin i sin låt det till Lilla Essingen angränsande Fredhäll.

### Nutida bilder

Bebyggelse från före 1930-talet
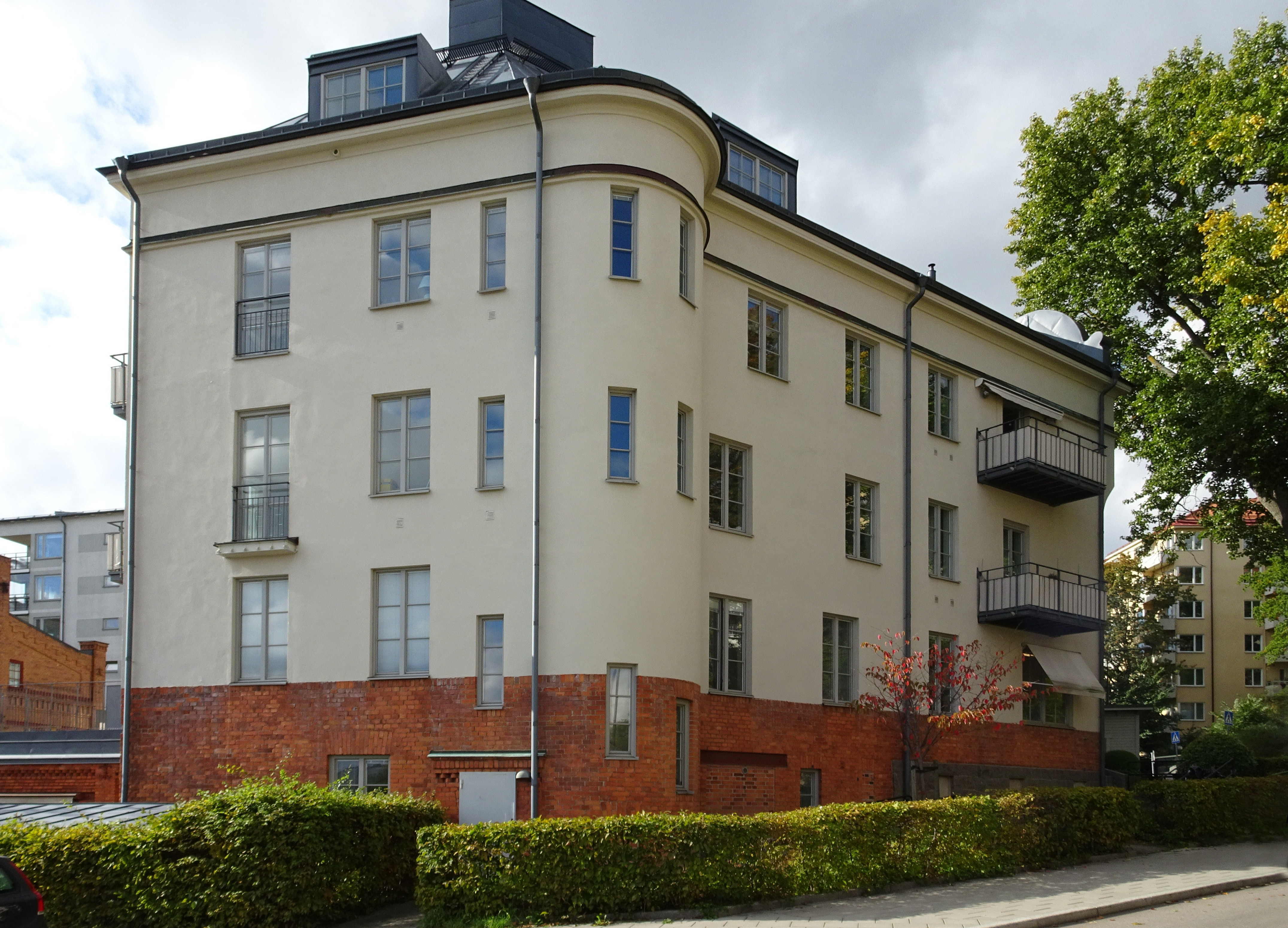
"Vita villan", AB Lux kontor från 1908.
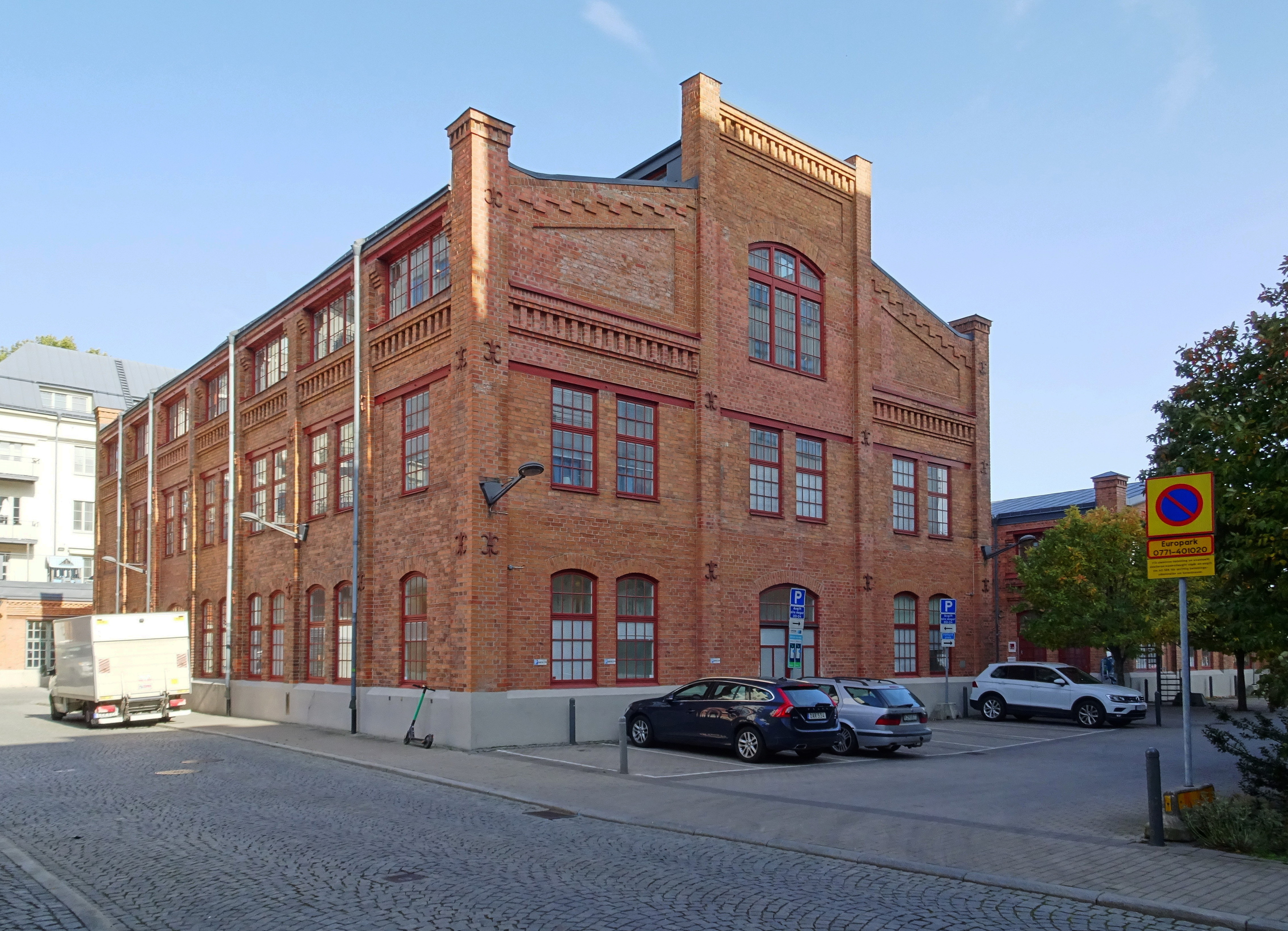
AB Lux verkstadsbyggnad från 1908.
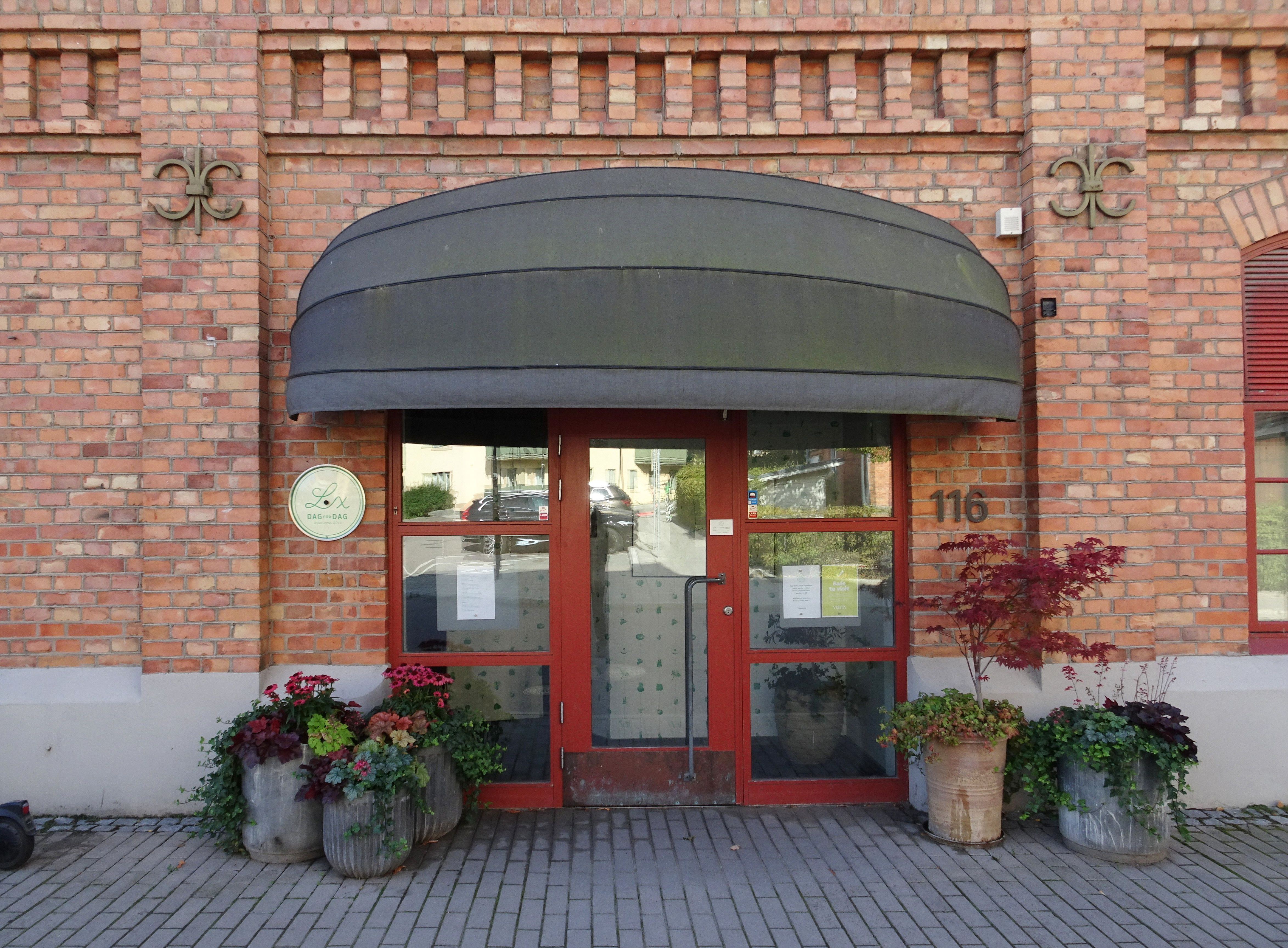
Primusgatan 116, restaurang Lux Dag för Dag.
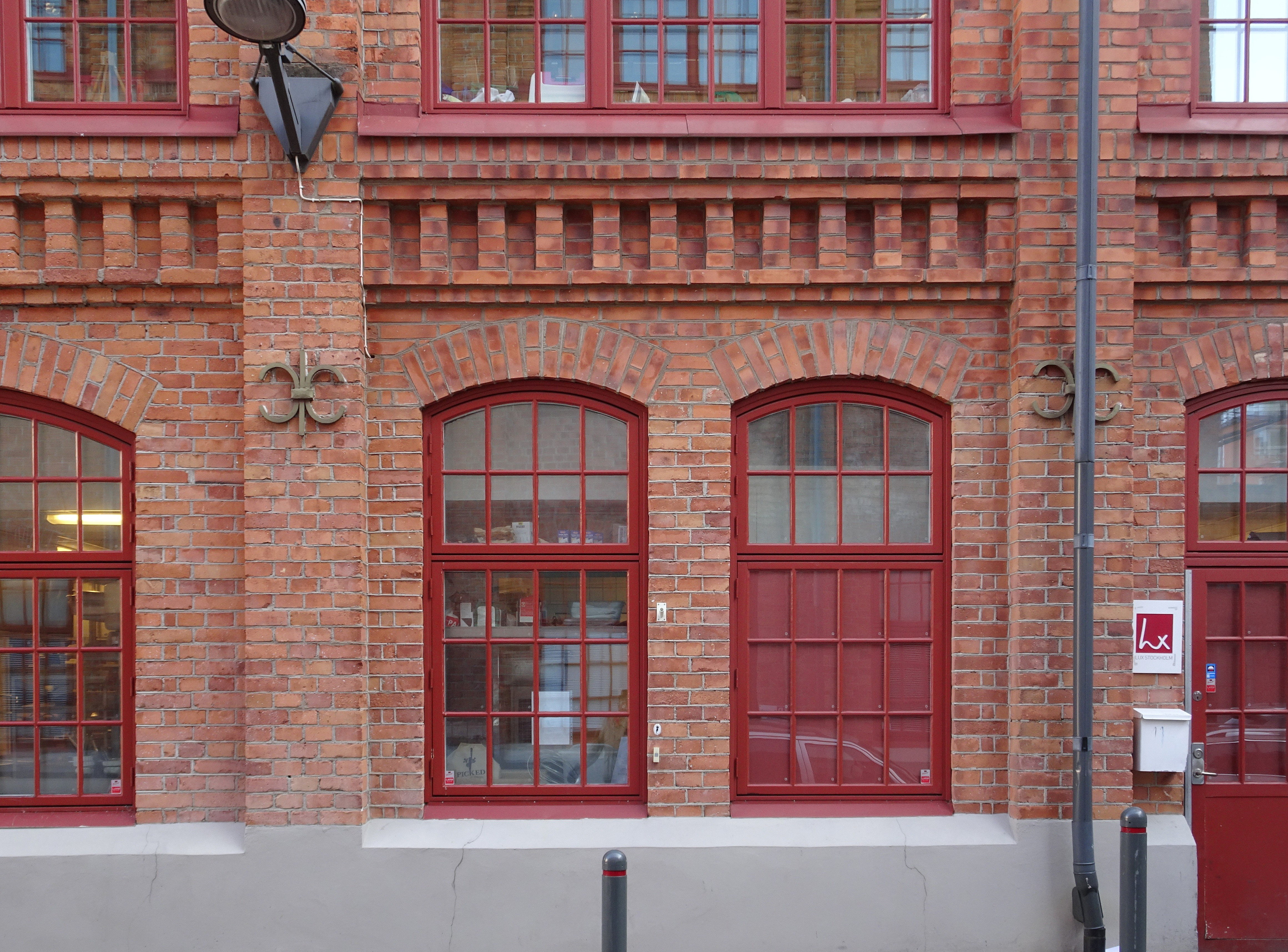
Luxfabriken, fasaddetalj.
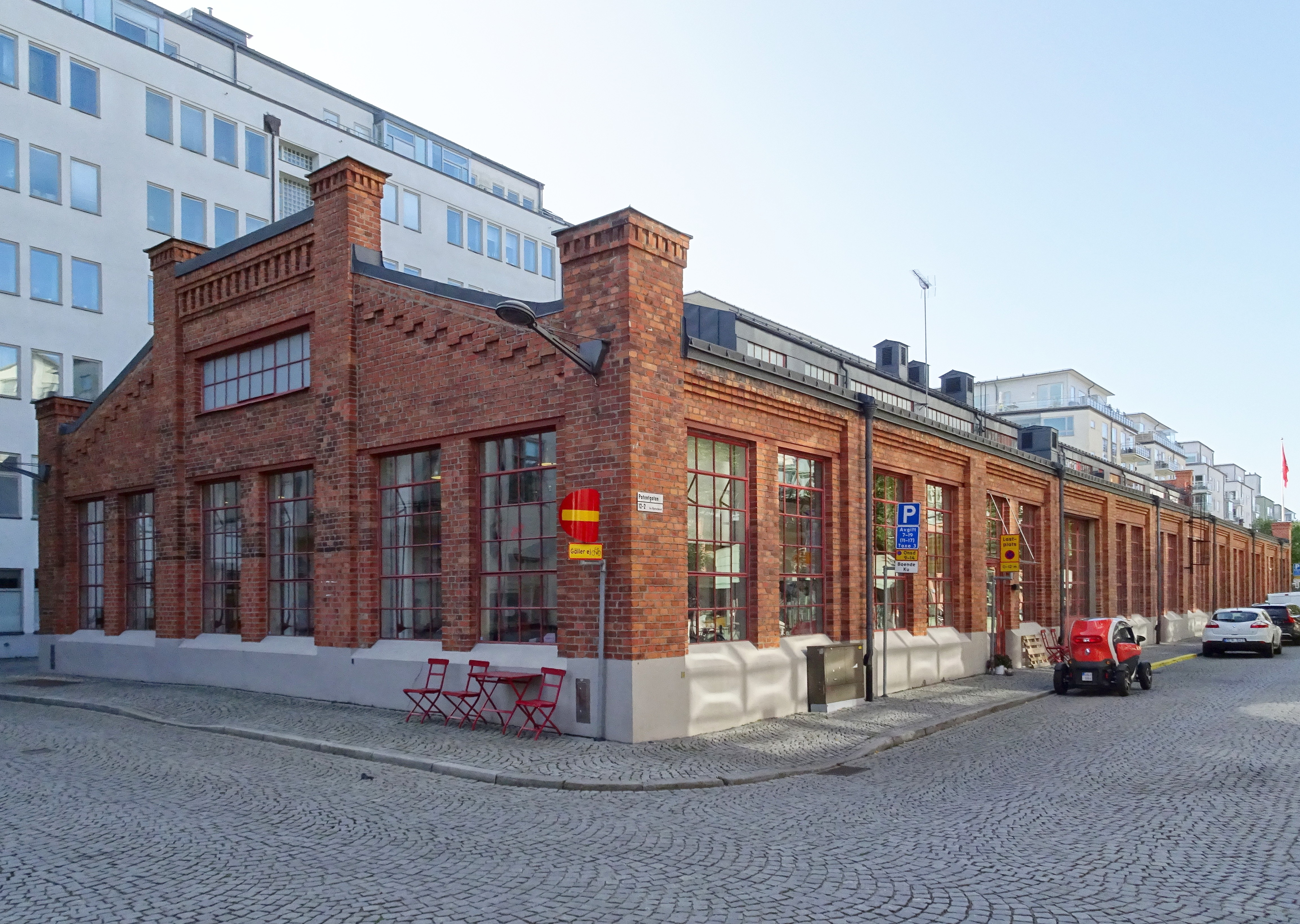
Elektrolux verkstadsbyggnad från 1924.

Bebyggelse från 1930-talet
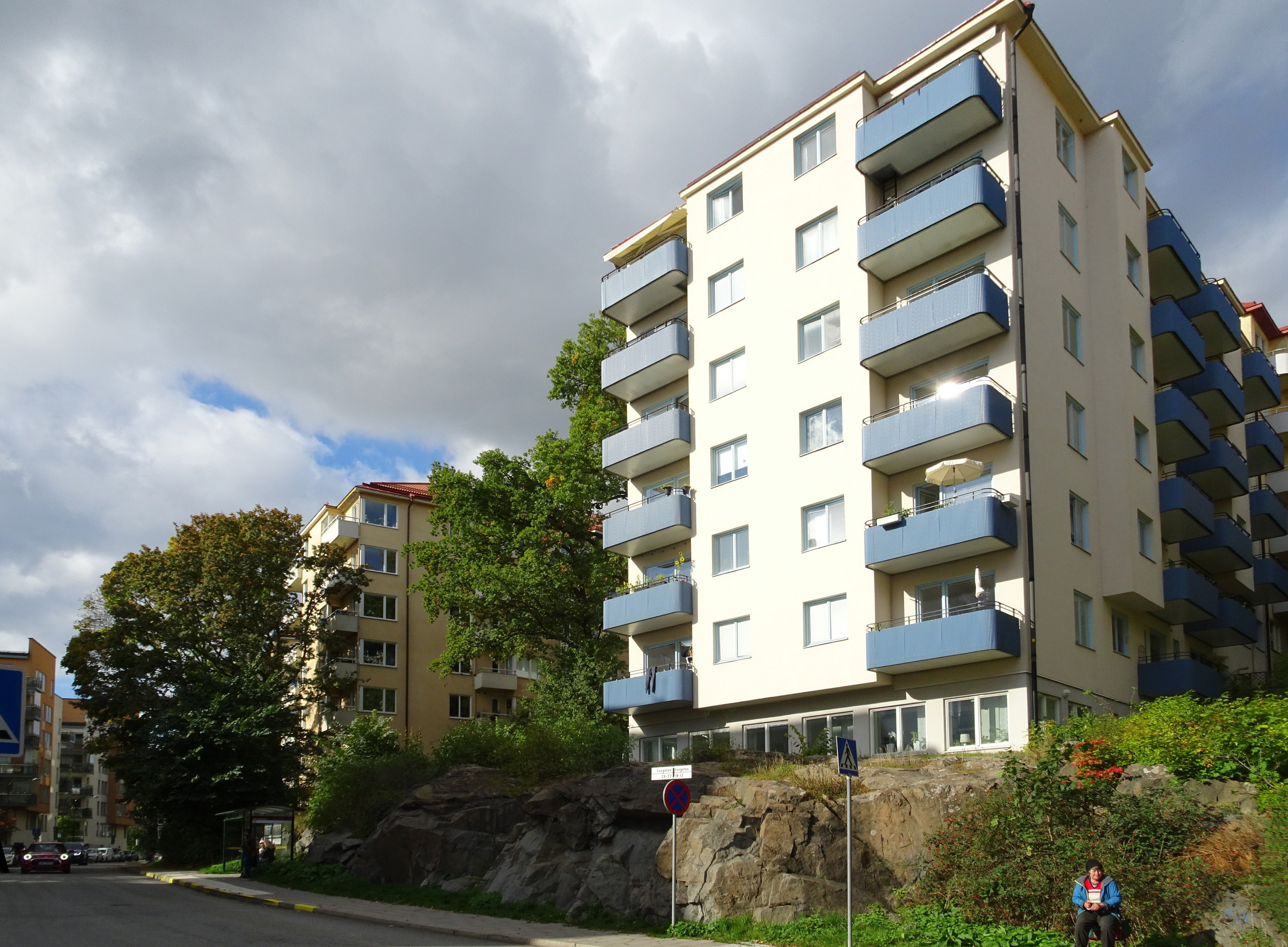
Luxgatan 22.
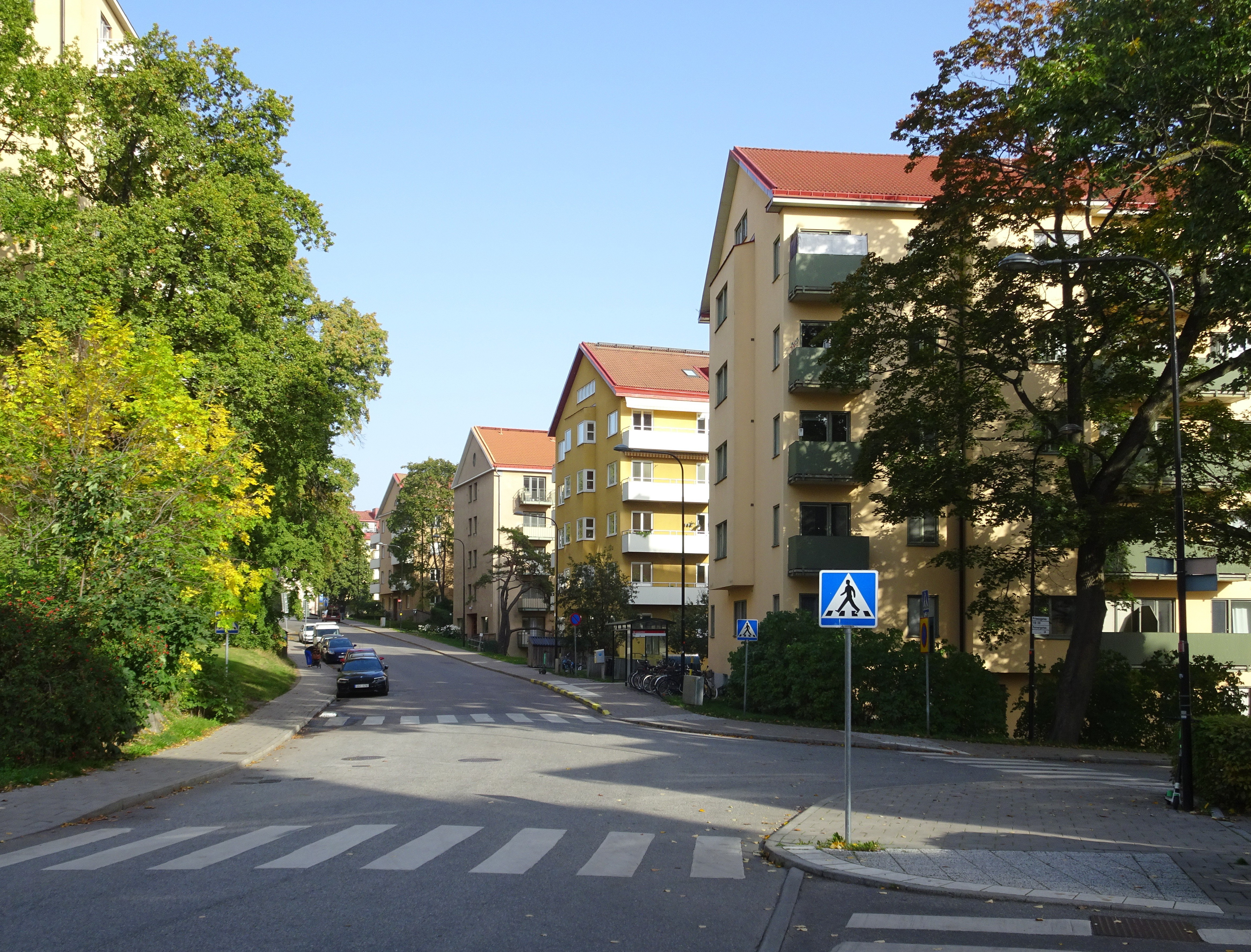
Luxgatan österut.
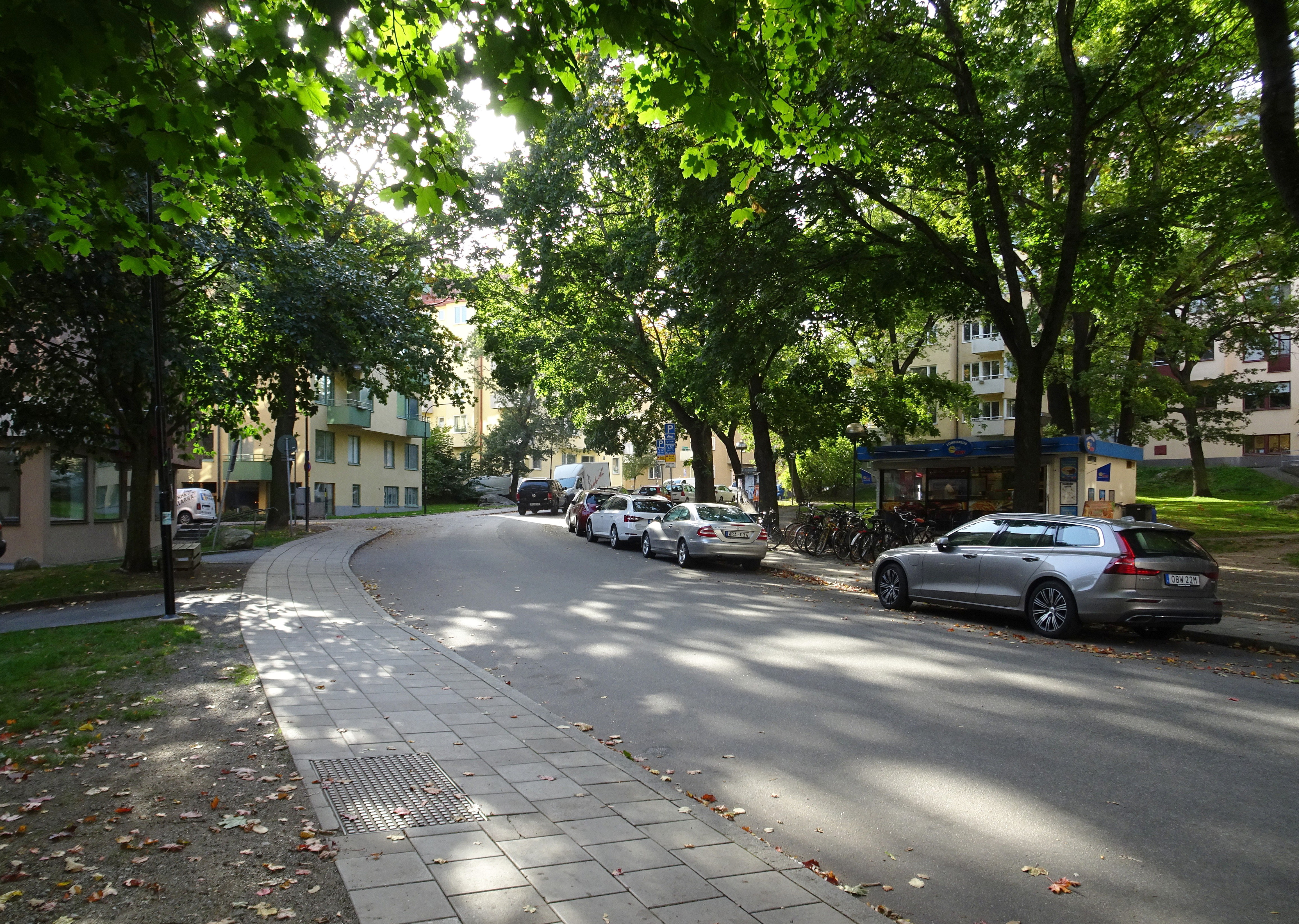
Strålgatan söderut.
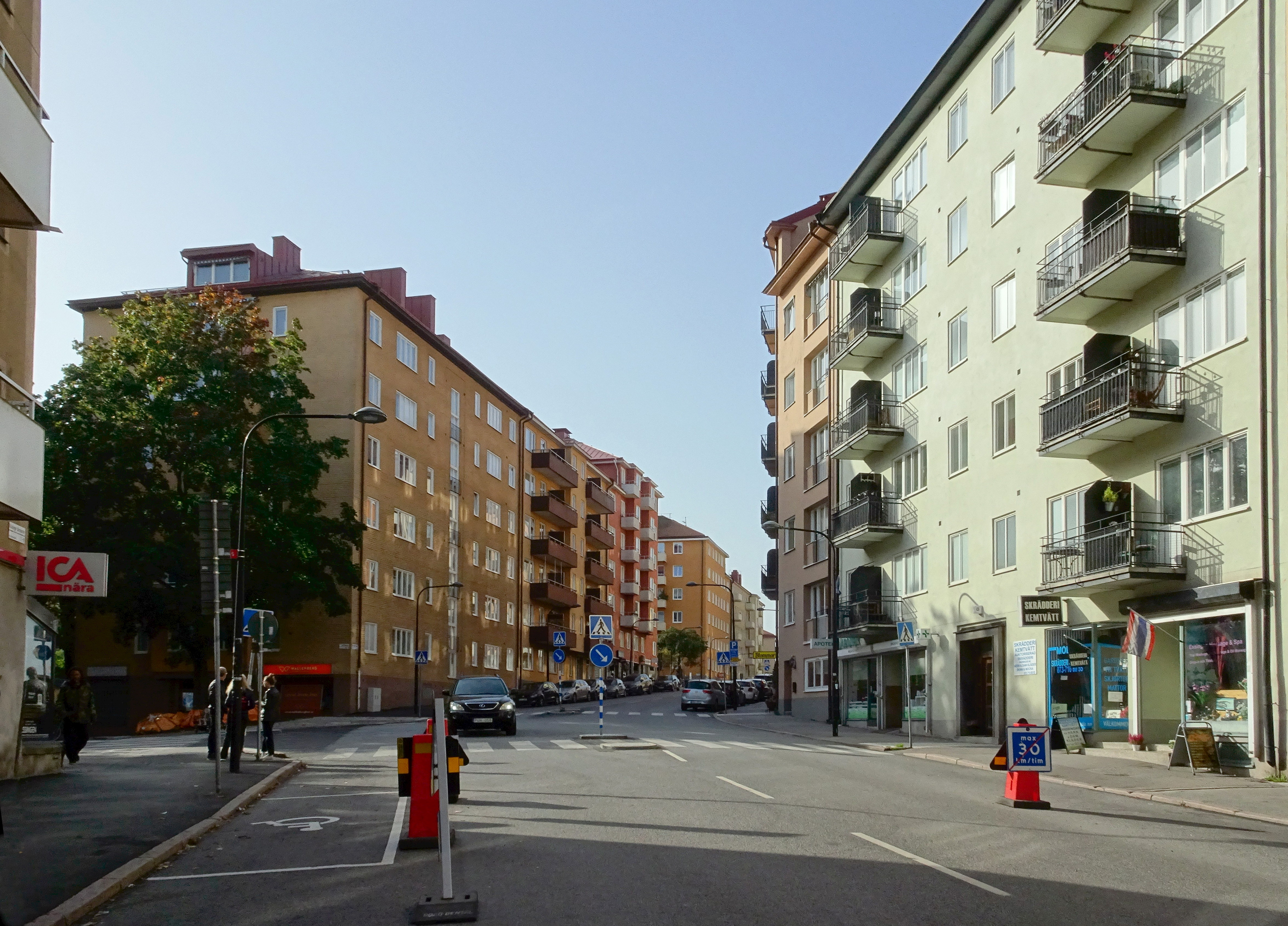
Essinge brogata västerut.
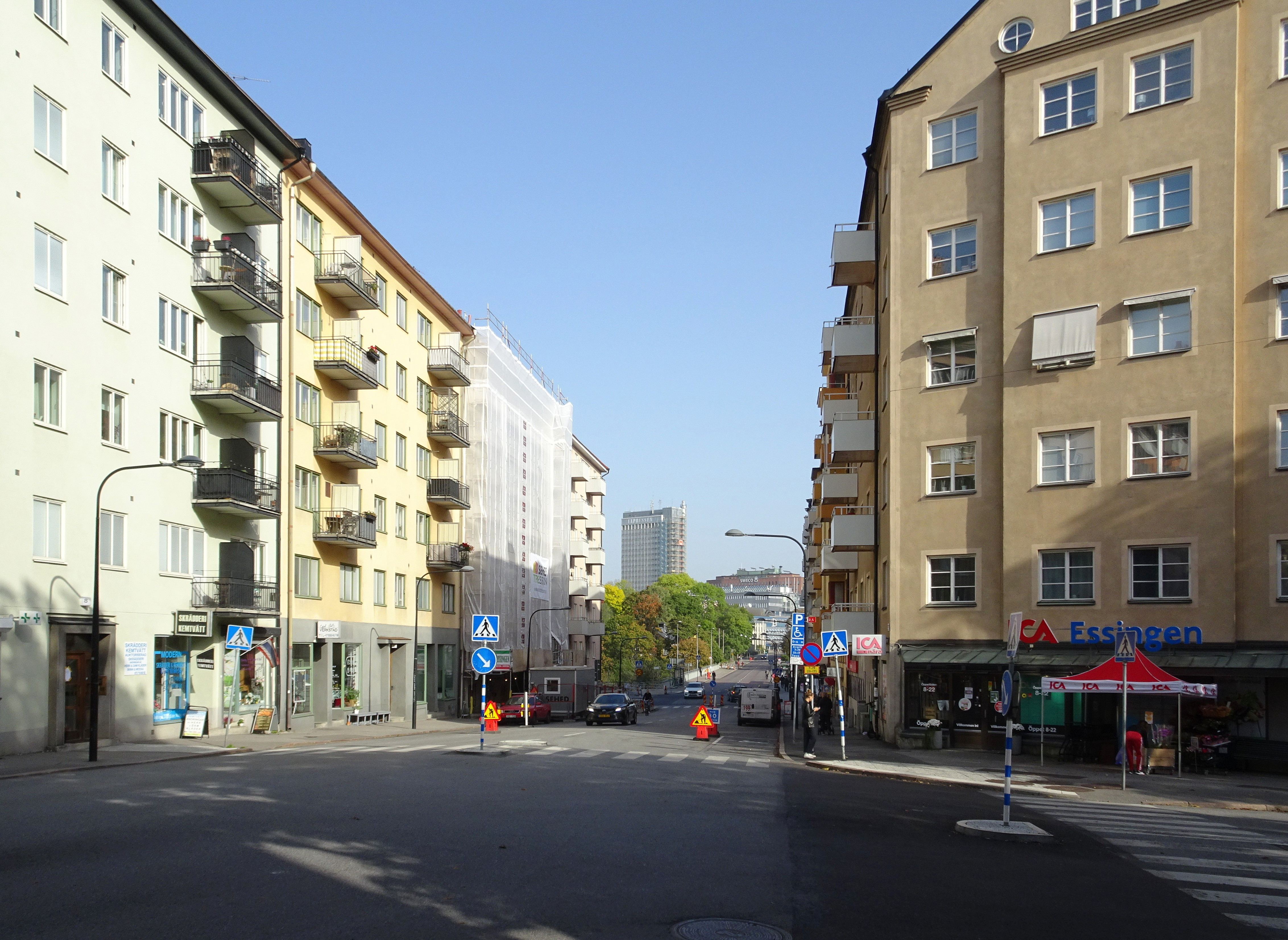
Essinge brogata österut.

Bebyggelse från 1970-talet
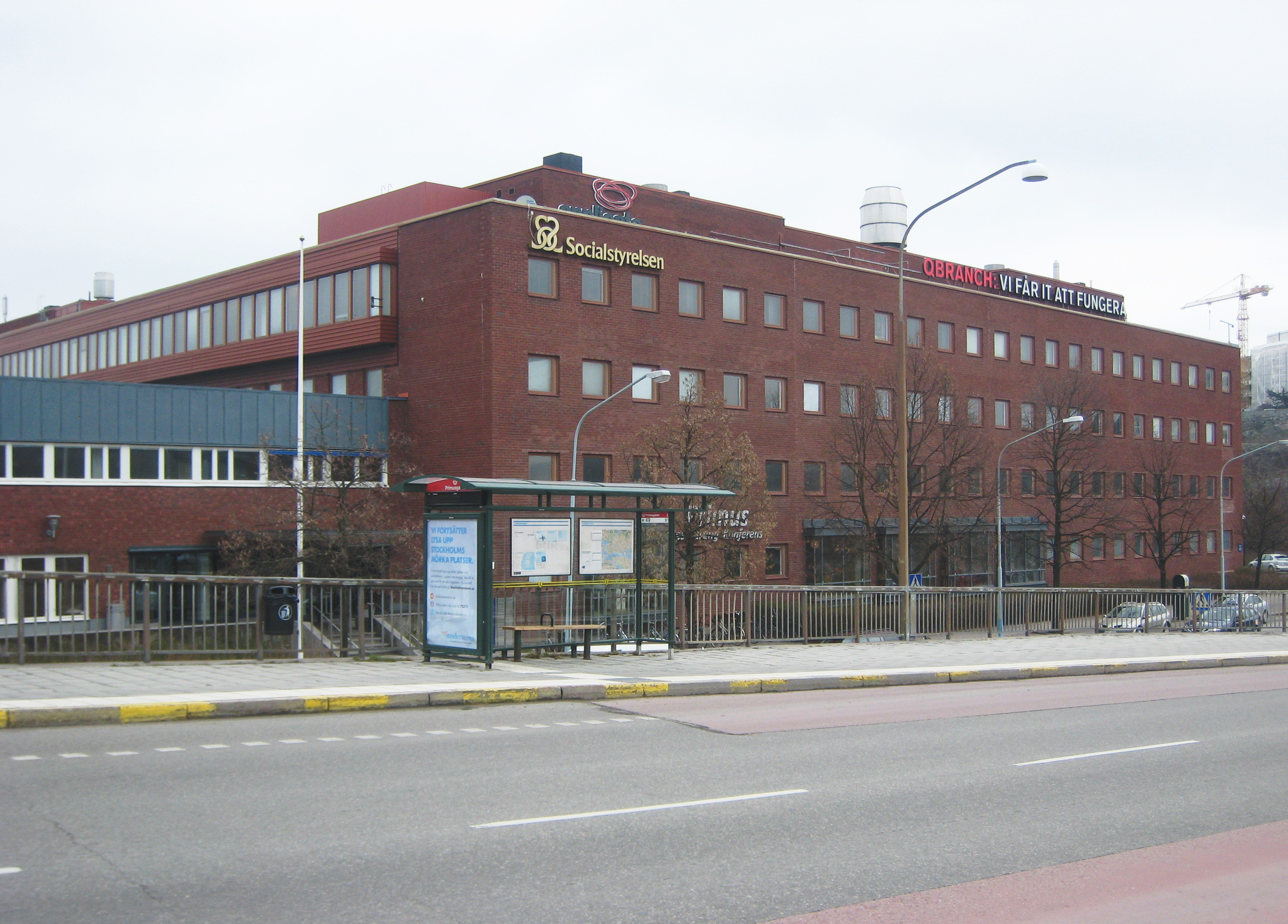
Tegelbyggnaden som inrymt Statskontoret, Riksrevisionsverket, DAFA och numera Socialstyrelsen byggdes 1976.

Bebyggelse från 2000-talet
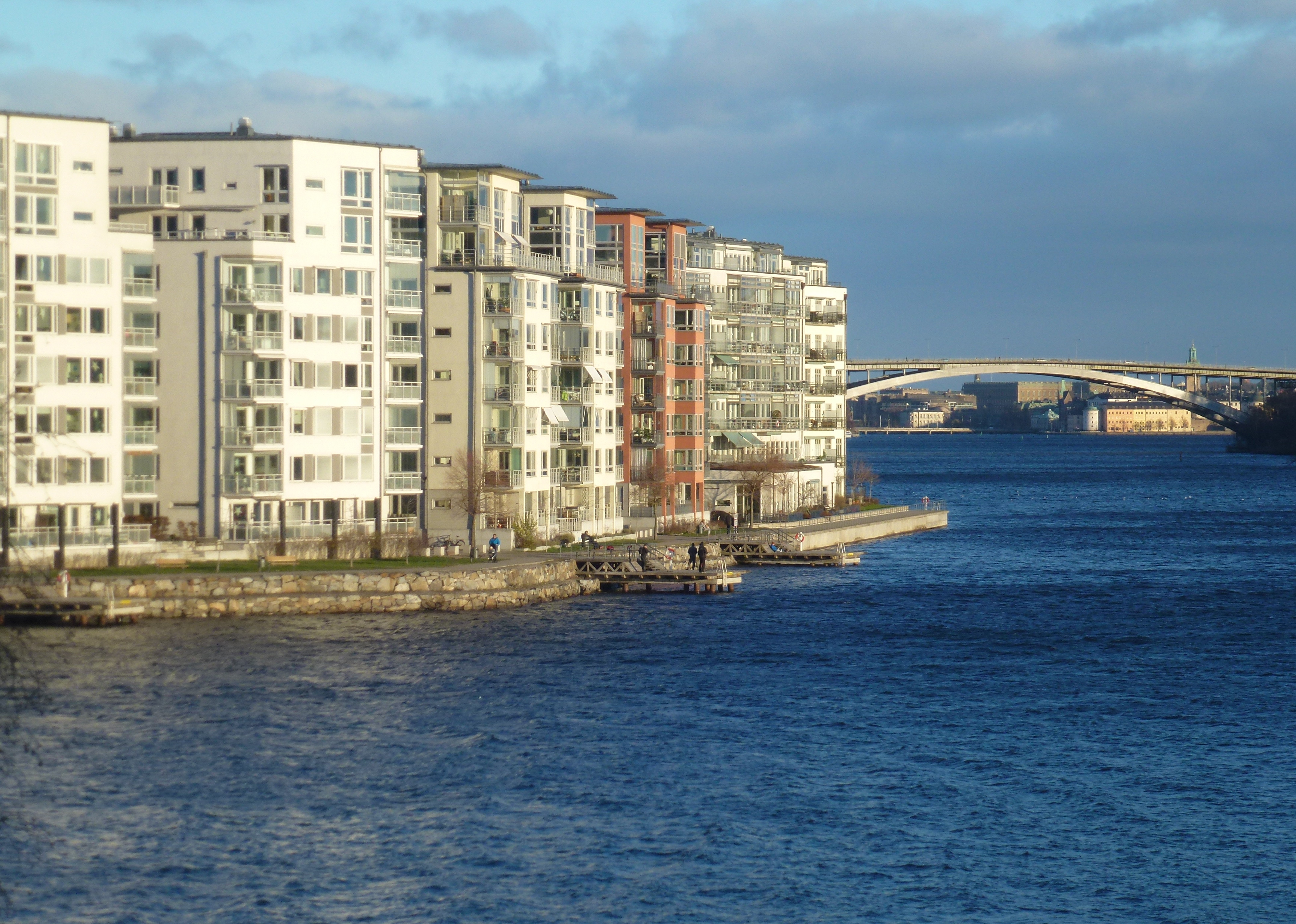
Lilla Essingen sedd från Stora Essingen
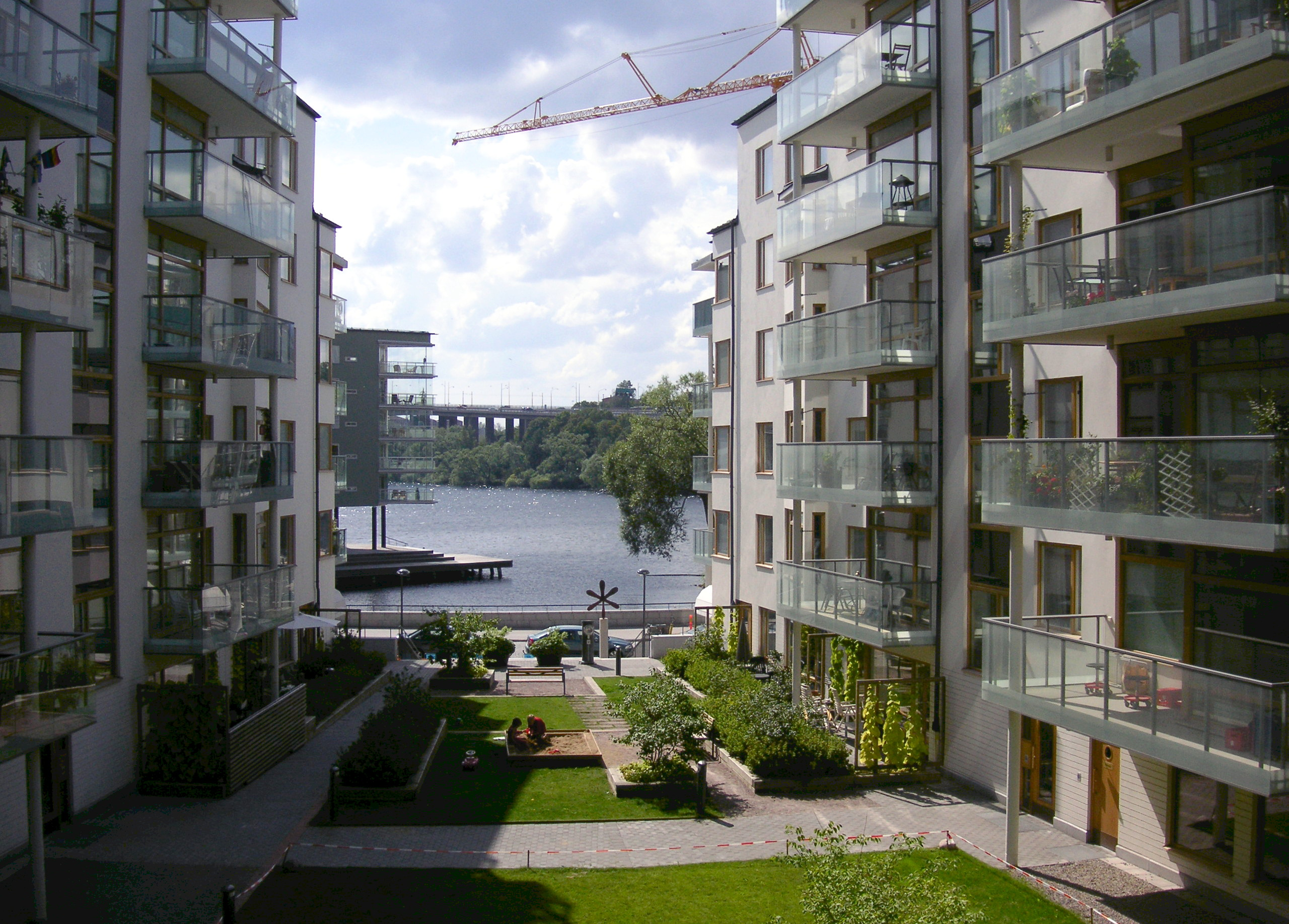
Bebyggelsen sedd från Luxgatan söderut.
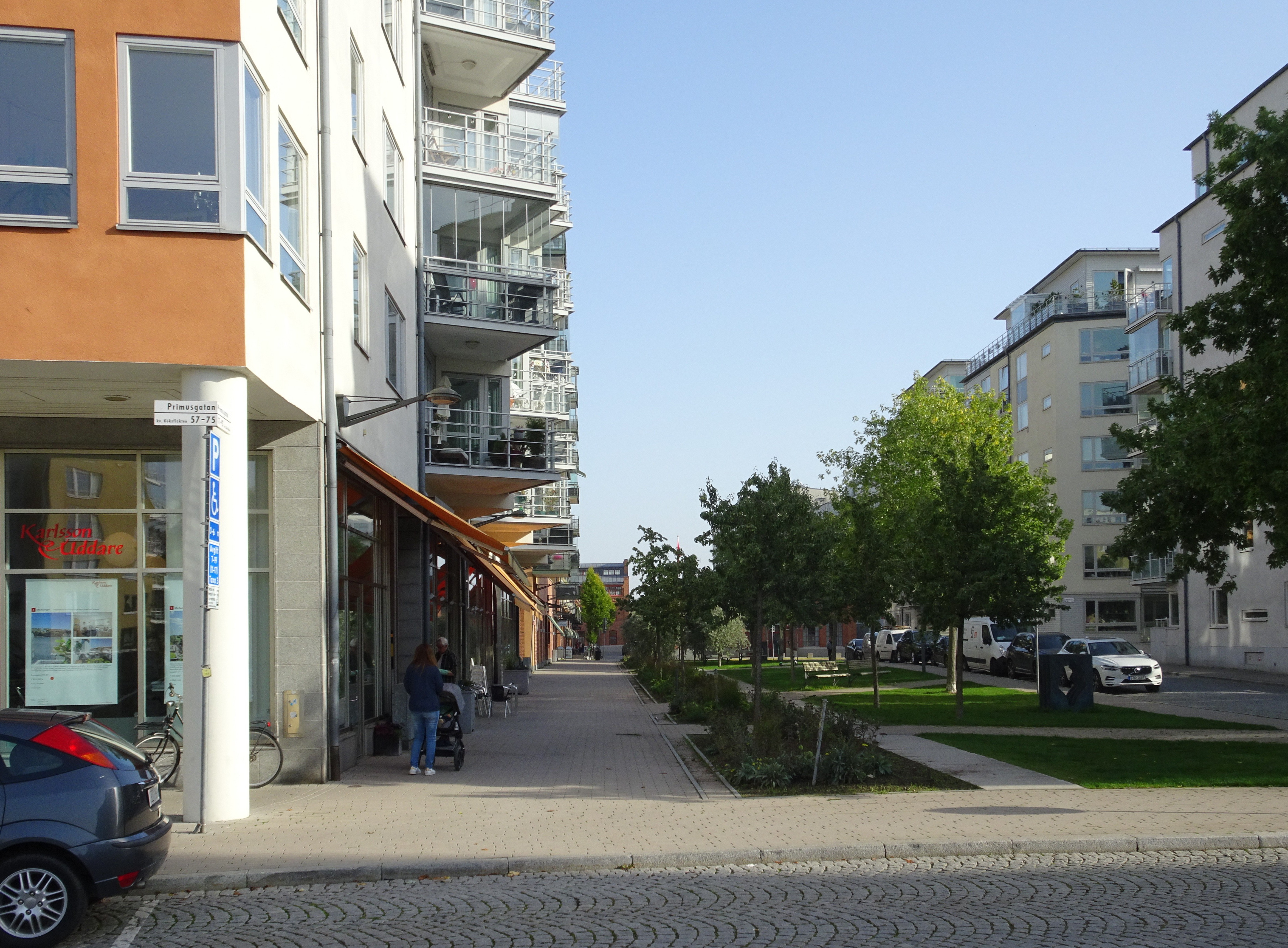
Bebyggelsen och Primusgatan österut.
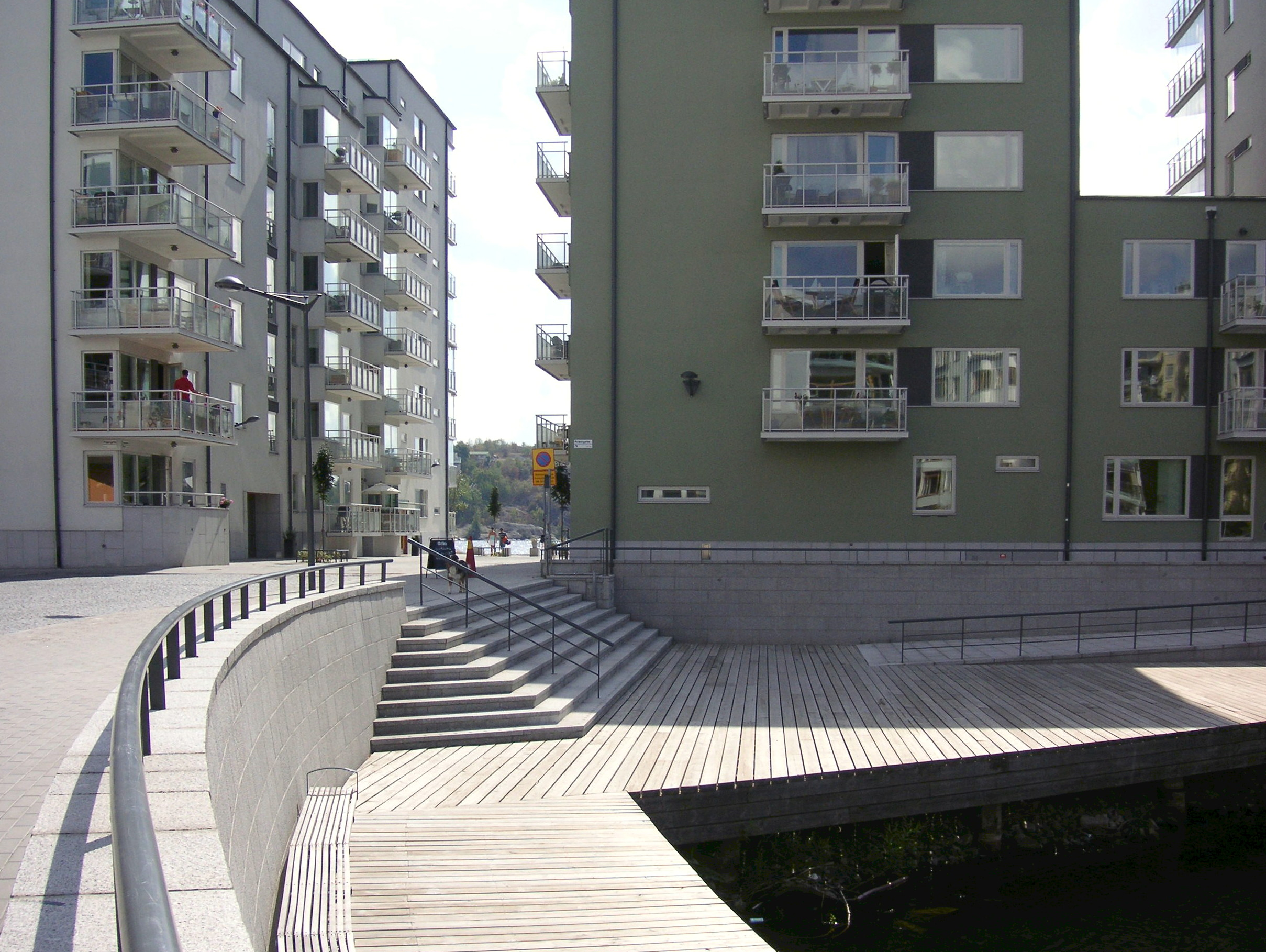
Primusgatan och Luxviken.
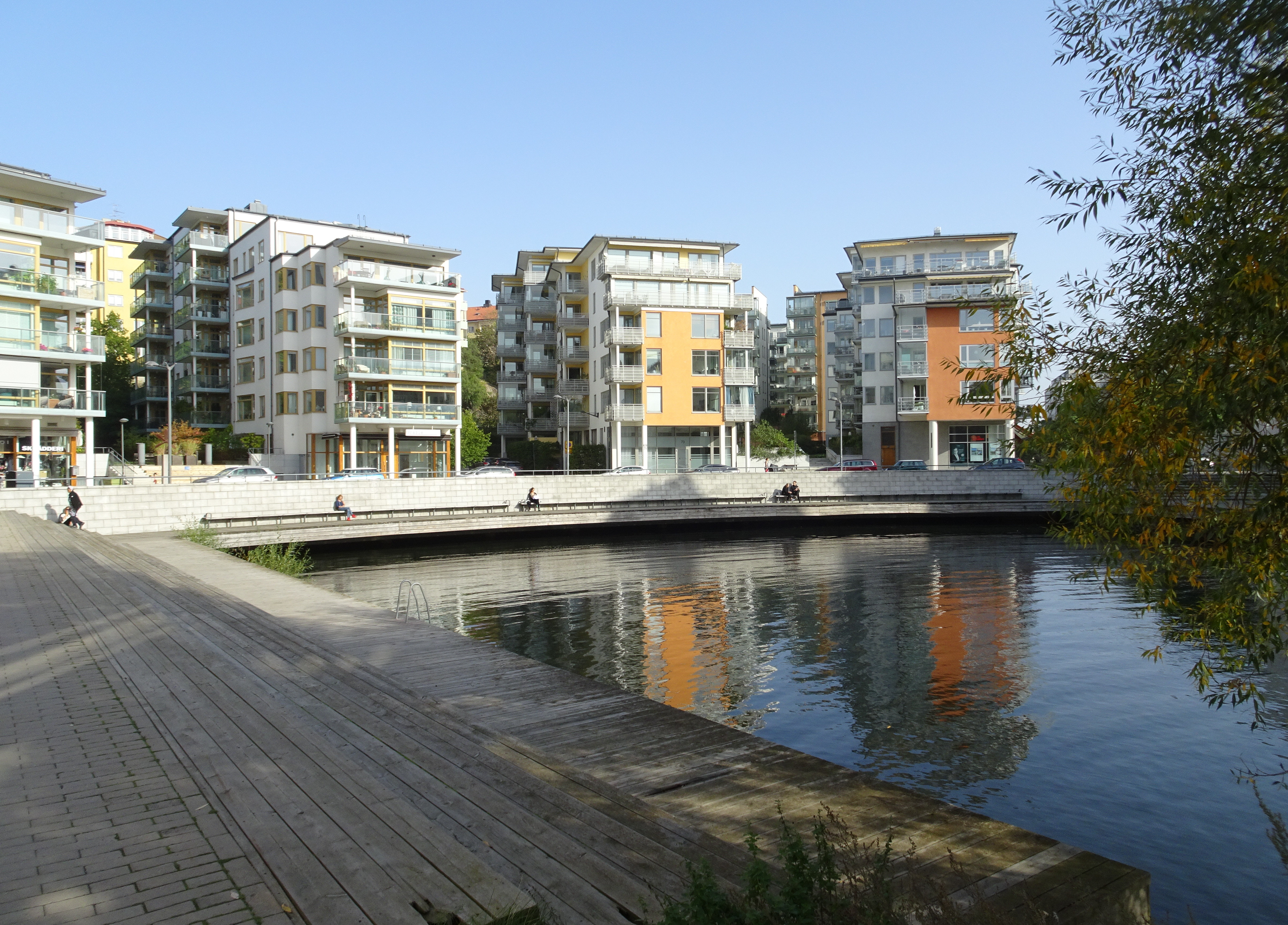
Luxviken.

Park- och grönområden
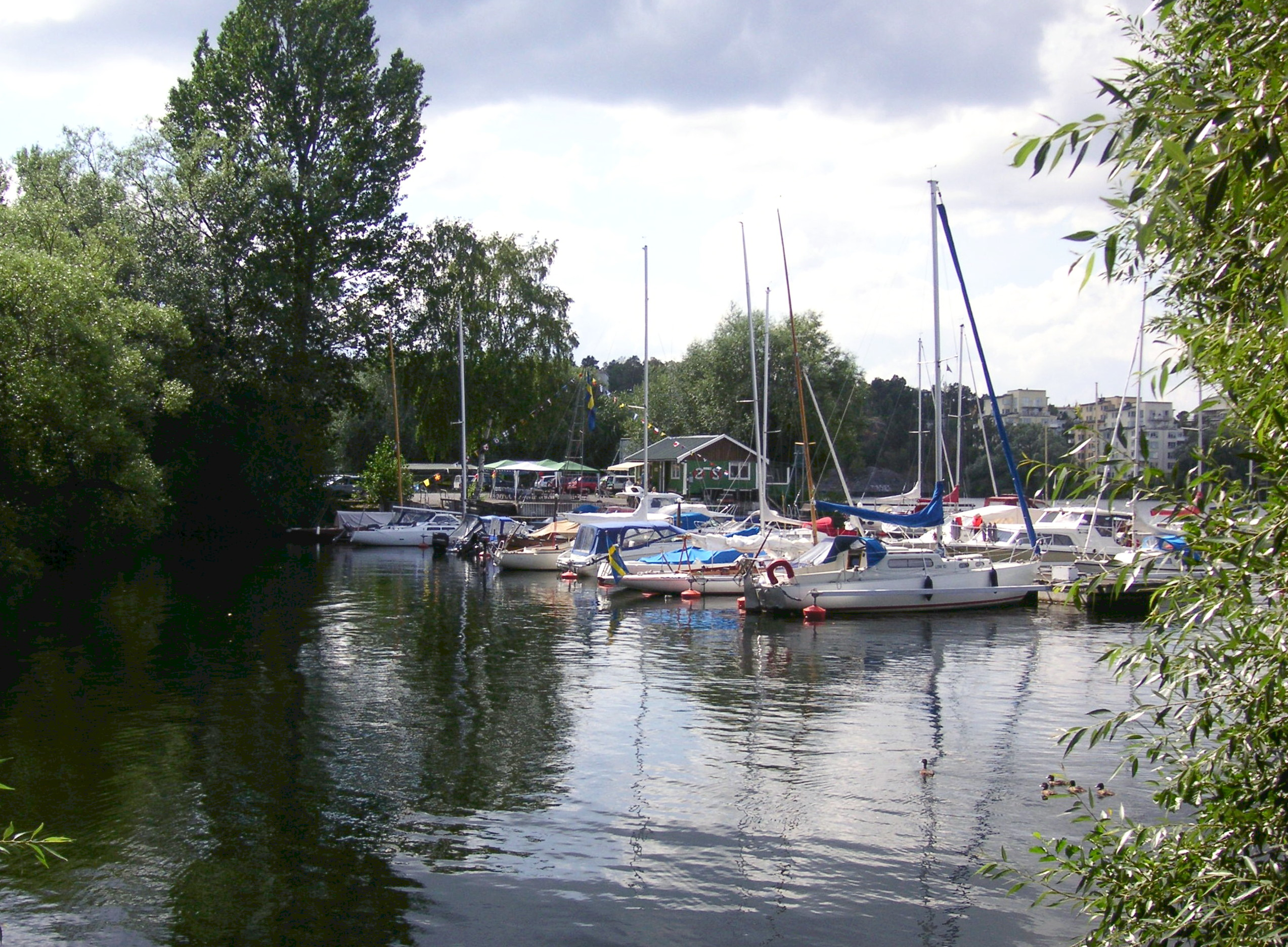
Lilla Essinge båtklubb.
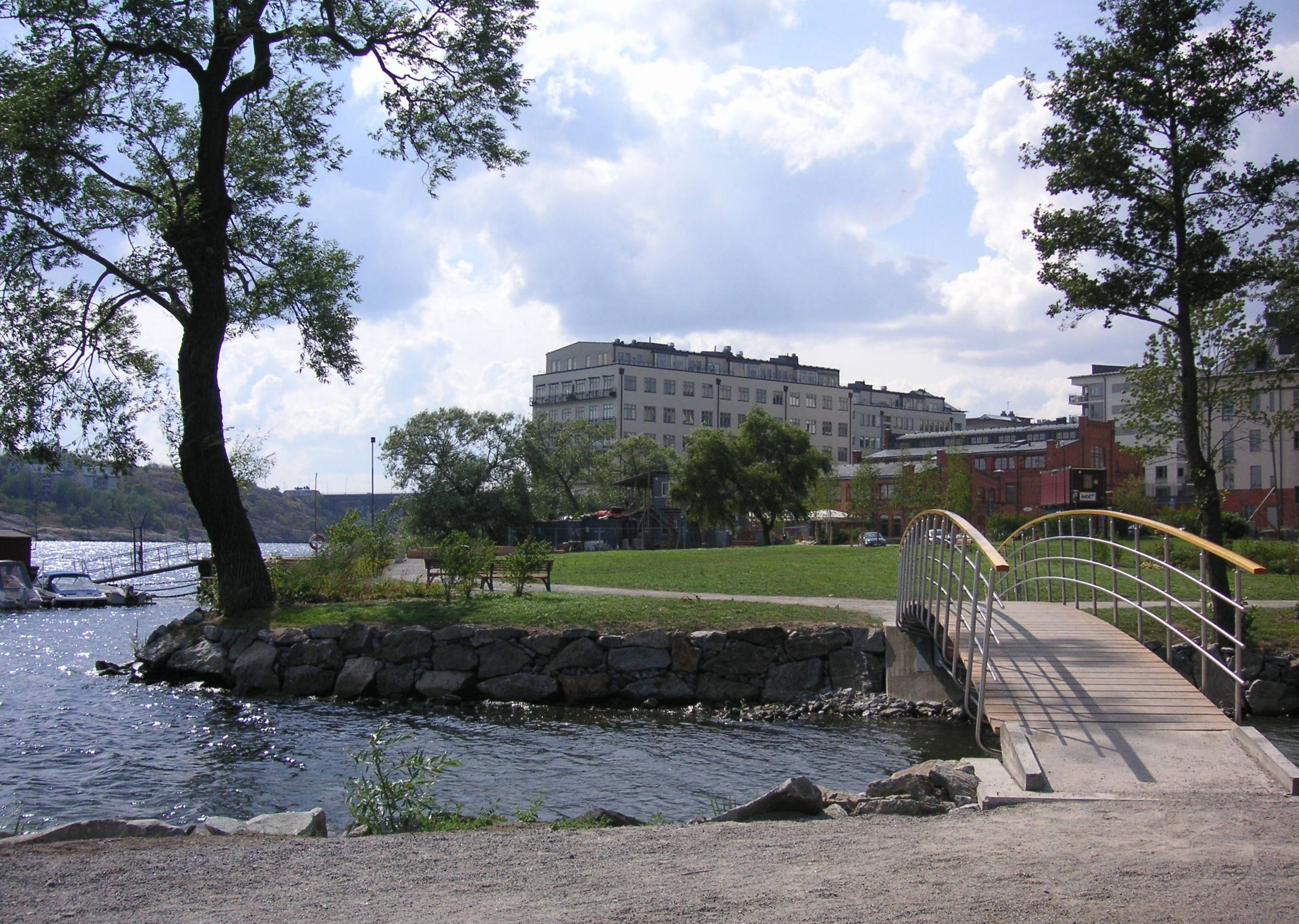
Luxparken på sommaren.
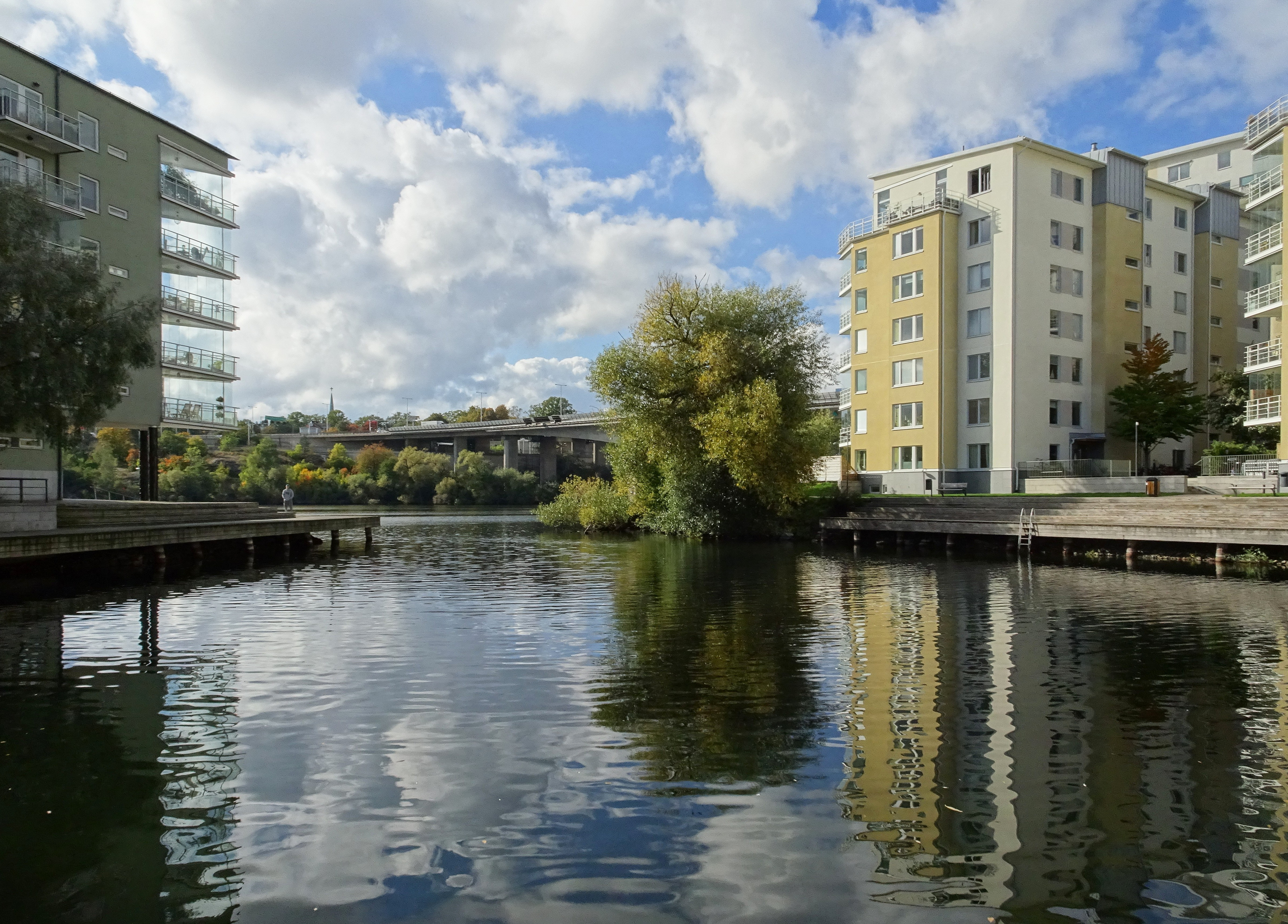
Luxviken.
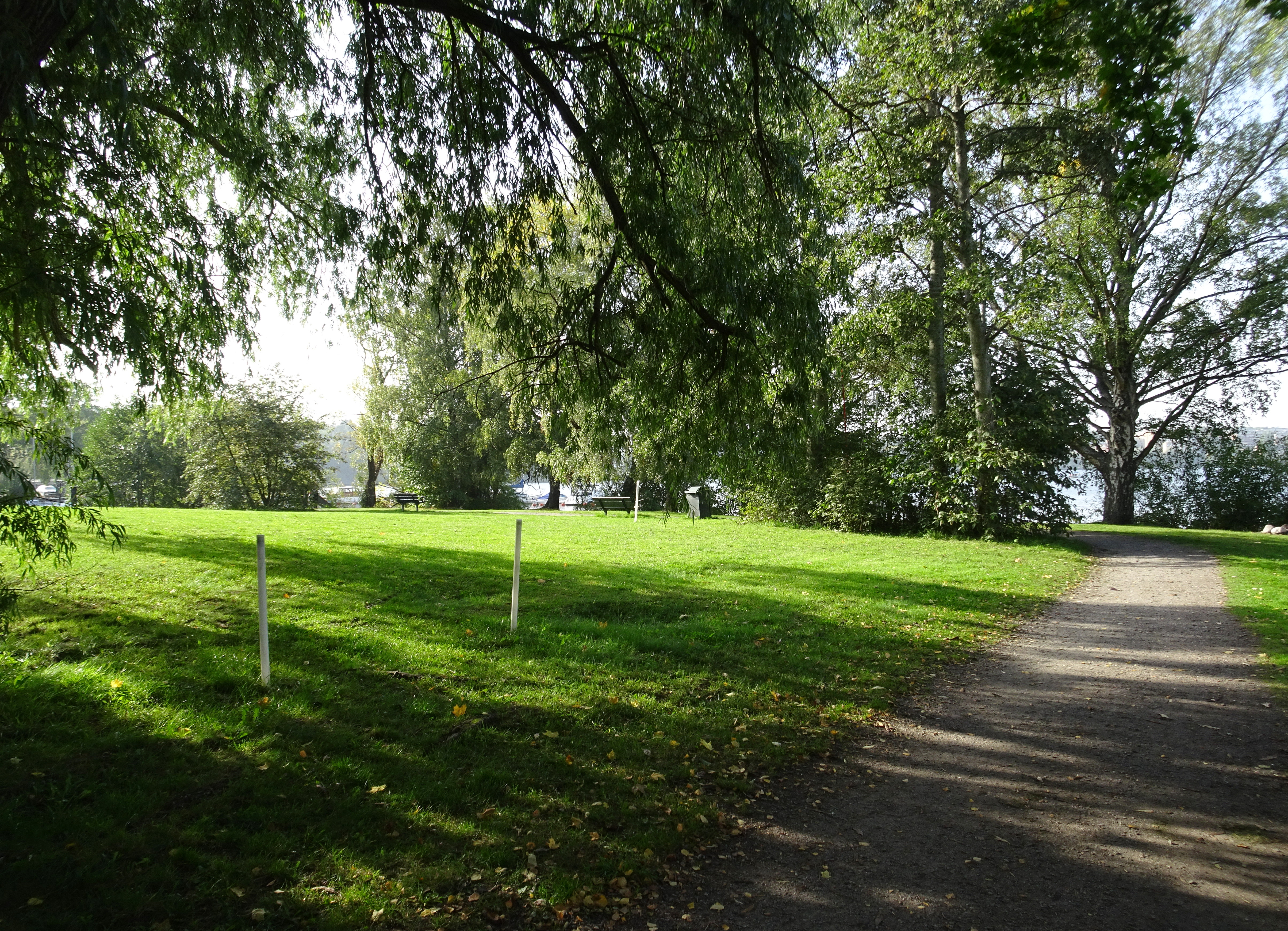
Västra Primusparken.
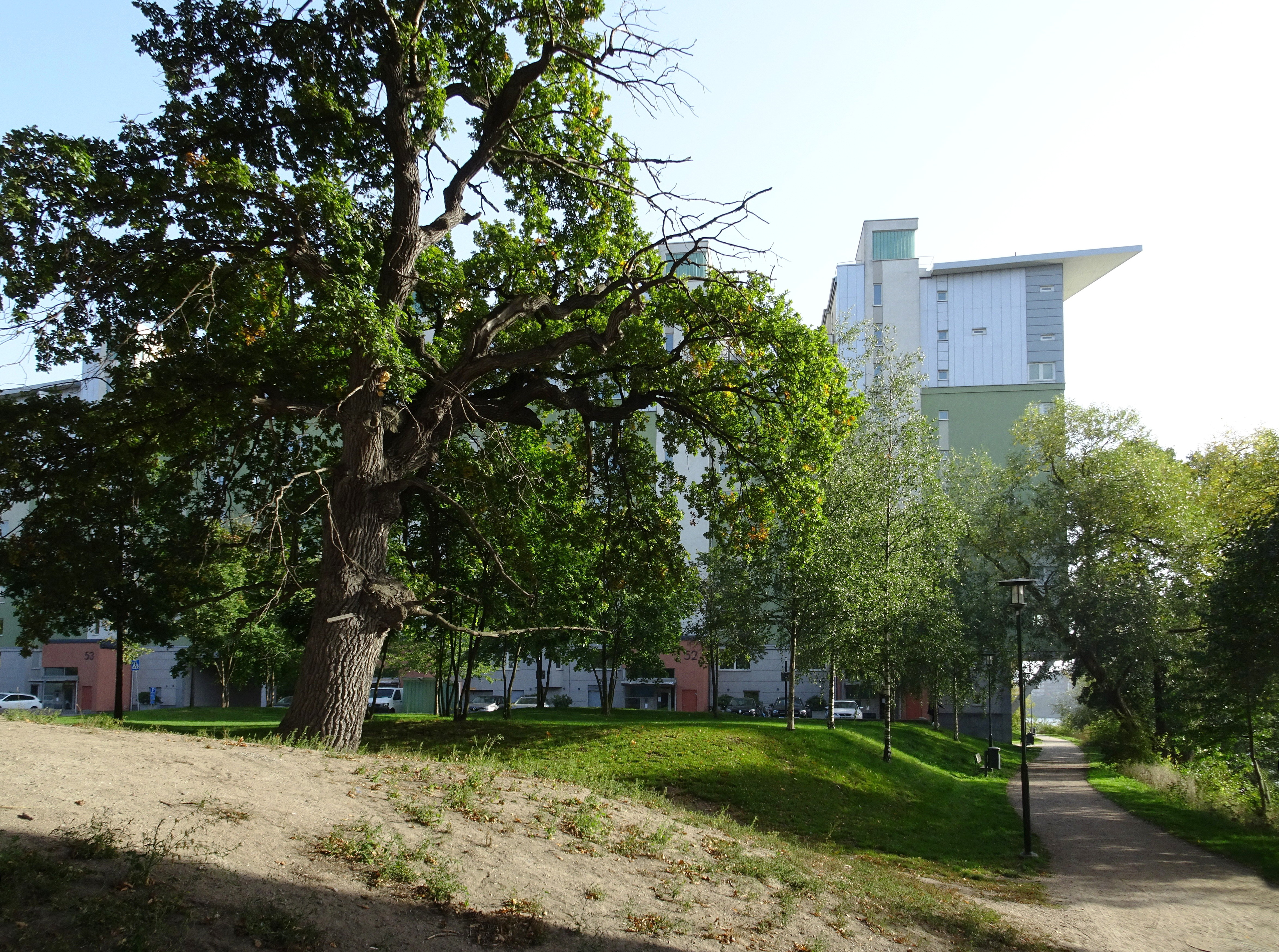
Östra Primusparken.

### Verksamheter
- Lilla Essingens värdshus
- Lilla Essinge Båtklubb
- Nya Chartago
- Primusfabriken
- Aktiebolaget Lux
- Branden på Electrolux, juli 1936
- Essinge-Bio
- Lux Dag för Dag

### Annat
- Stora Essingebron
- Essinge brogata
- Essingeöarna
- Essingebron
- Essingebroolyckan
- Mariebergsbron
- Luxparken
- Bergrum Luxgatan
- Trafikplats Lilla Essingen